# Armorial des communes du Puy-de-Dôme

Blasons récurrents référencés dans cet armorial
Blason de l'Auvergne : D'or au gonfanon de gueules œuillé et frangé de sinople.
Blason du Puy-de-Dôme : D'Auvergne à l'écusson d'or chargé d'un griffon coupé de gueules et de sinople, brochant sur le tout.

- il comporte peu ou pas de sources.
- certaines figures sont encore dans un format bitmap et doivent être vectorisées.

Cette page dresse l'ensemble des armoiries (figures et blasonnements) connues des communes du Puy-de-Dôme disposant à ce jour d'un blason. Les communes disposant  de blasons héraldiquement fautifs (dits armes à enquerre) sont inclus dans cet armorial, mais les communes ne disposant pas d'armoiries connues à ce jour, et celles faisant usage d'un pseudo-blason (dessin d'amateur de type logotype ne respectant aucune règle héraldique de base) en sont volontairement exclues. Ces communes se voient mentionnées à la fin de chaque lettre, avec la mention de leur état.
- Haut – A
- B
- C
- D
- E
- F
- G
- H
- I
- J
- K
- L
- M
- N
- O
- P
- Q
- R
- S
- T
- U
- V
- W
- X
- Y
- Z

1 dessin(s) en attente (voir : V)

## A
| Blason de Aigueperse | Blason  | Gironné d'argent et de gueules de huit pièces, sur le tout d'azur à une fleur de lys d'or surmontée d'une couronne du même, au chef dentelé cousu de France . |
| Blason de Aigueperse | Détails | Le statut officiel du blason reste à déterminer. |

| Blason de Aix-la-Fayette | Blason  | D'or au hêtre de sinople, à la bordure de vair                                                         |
| Blason de Aix-la-Fayette | Détails | Armes parlantes. (occitan languedocien : fay = hêtre) Le statut officiel du blason reste à déterminer. |

| Blason de Ambert | Blason  | D'azur à la croix d'argent cantonnée de quatre trèfles d'or. |
| Blason de Ambert | Détails | Le statut officiel du blason reste à déterminer.             |

| Blason de Ancizes-Comps (Les) | Blason  | Taillé d'or à l'aigle de gueules becquée, languée et membrée de sable ; et d'azur à l'étui de crosse du premier. |
| Blason de Ancizes-Comps (Les) | Détails | Le statut officiel du blason reste à déterminer.                                                                 |

| Blason de Antoingt | Blason  | Taillé : au 1er d'or à un gonfanon de gueules frangé et bouclé de sinople, au 2d de gueules à un sabot d'or,. |
| Blason de Antoingt | Détails | Le statut officiel du blason reste à déterminer.                                                              |

| Blason de Anzat-le-Luguet | Blason  | Écartelé : au 1er de gueules à trois fasces de vair, au 2e de sinople à une tête de chien d'or, au 3e de sinople à une couronne de laurier d'or, au 4e d'argent à trois fasces de gueules. |
| Blason de Anzat-le-Luguet | Détails | Le statut officiel du blason reste à déterminer. |

| Blason de Apchat | Blason  | Coupé de gueules à l'aigle issante d'argent, et d'azur à trois fleurs de lys d'or accompagnées en abîme d'un bâton de gueules péri en bande. |
| Blason de Apchat | Détails | Le statut officiel du blason reste à déterminer.                                                                                             |

| Blason de Arconsat | Blason  | De gueules à la tour d'argent ouverte et ajourée de sable ; mantelé d'or chargé d'un cornet accosté de deux colombes éployées, le tout d'azur. |
| Blason de Arconsat | Détails | Le statut officiel du blason reste à déterminer.                                                                                               |

| Blason de Ardes | Blason  | D'or à trois fasces ondées d'azur                |
| Blason de Ardes | Détails | Le statut officiel du blason reste à déterminer. |

| Blason de Arlanc | Blason  | Gironné d'or et d'azur de dix pièces.            |
| Blason de Arlanc | Détails | Le statut officiel du blason reste à déterminer. |
| Blason de Arlanc | Alias   | Gironné d'or et d'azur.                          |

| Blason de Ars-les-Favets | Blason  | D'azur au pont à une arche alésé d'or, une crosse d'argent brochant sur le tout accompagnée en pointe de deux feuilles de chêne d'or. |
| Blason de Ars-les-Favets | Détails | Le statut officiel du blason reste à déterminer.                                                                                      |

| Blason de Artonne | Blason  | De sable à un tonneau couché d'argent.                                                             |
| Blason de Artonne | Détails | Armes parlantes. (jeu de mots : TONNEau d'ARgent) Le statut officiel du blason reste à déterminer. |

| Blason de Aubiat | Blason  | Parti de gueules au chevron d'or, accompagné en chef de deux mouchetures d'hermine d'argent et en pointe d'une coquille du même ; et du second à trois bandes du premier ; le tout sommé d'un chef d'azur chargé de quatre fleurs de lys d'or. |
| Blason de Aubiat | Détails | Le statut officiel du blason reste à déterminer. |

| Blason de Aubière | Blason  | D'azur à la fasce d'or.                          |
| Blason de Aubière | Détails | Le statut officiel du blason reste à déterminer. |

| Blason de Augerolles | Blason  | D'or à la bande de sable, au chef de gueules chargé d'un lion issant du champ |
| Blason de Augerolles | Détails | Le statut officiel du blason reste à déterminer.                              |

| Blason de Aulnat | Blason  | D'azur à la fasce d'or, à l'aulne d'argent brochant sur le tout. |
| Blason de Aulnat | Détails | L'Armorial des Communes de France, à l'appui d'une plaque de rue trouvée via Google Street, donne ce blason qui semble être celui utilisé par la municipalité. Armes parlantes. (aulne) Le statut officiel du blason reste à déterminer. |
| Blason de Aulnat | Alias   | Écartelé : au 1er de gueules à une betterave d'argent feuillée de sinople posée en bande, aux 2d et 3e d'or à un avion de gueules posé en barre, au 4e du même à une marguerite d'argent boutonnée d'or, tigée et feuillée de sinople.   |

| Blason de Aurières | Blason  | D'or à la bande de gueules chargée d'une hermine passante au naturel. |
| Blason de Aurières | Détails | Le statut officiel du blason reste à déterminer.                      |

| Blason de Auzat-la-Combelle | Blason  | Coupé, au premier de sinople au château d'or, au second de sable à la couronne d'or, à la fasce ondée d'argent brochant sur la partition.                                                                                                  |
| Blason de Auzat-la-Combelle | Détails | Le blason représente, de haut en bas : la fertile campagne dominée par le château, l'Allier qui serpente dans la commune, le sous-sol minier rehaussé de la couronne des Ducs d'Auvergne. Le statut officiel du blason reste à déterminer. |

| Blason de Auzelles | Blason  | Tranché d'azur au sapin d'or, et d'un fascé du second et du premier, à la bande d'argent brochant sur la partition. |
| Blason de Auzelles | Détails | Le statut officiel du blason reste à déterminer.                                                                    |

| Blason de Ayat-sur-Sioule | Blason  | Écartelé : au 1er d'argent à la bande de gueules chargée de trois coquilles d'or posées à plomb, au 2d de sable au chevron d'or accompagné de trois étoiles d'argent, au 3e de gueules au heaume d'argent, au 4e du même au serpent de gueules. |
| Blason de Ayat-sur-Sioule | Détails | Le statut officiel du blason reste à déterminer. |

| Blason de Aydat | Blason  | D'azur à la bande ondée d'argent accompagnée à dextre d'un sautoir ancré d'or et à senestre d'une couronne de laurier du même, à la crosse d'or posée en pal brochant sur le tout. |
| Blason de Aydat | Détails | Le statut officiel du blason reste à déterminer. |

Pas d'information pour les communes suivantes : Aubusson-d’Auvergne, Augnat, Authezat, Avèze (Puy-de-Dôme).
- Haut – A
- B
- C
- D
- E
- F
- G
- H
- I
- J
- K
- L
- M
- N
- O
- P
- Q
- R
- S
- T
- U
- V
- W
- X
- Y
- Z

## B
| Blason de Baffie | Blason  | De sinople à la bande d'argent chargée de trois molettes de sable et accompagnée de deux châtaigniers d'or. |
| Blason de Baffie | Détails | Le statut officiel du blason reste à déterminer.                                                            |

| Blason de Bagnols | Blason  | De gueules à la tour d'argent, au chef d'or chargé d'une clé du champ posée en fasce. |
| Blason de Bagnols | Détails | Le statut officiel du blason reste à déterminer.                                      |

| Blason de Bas-et-Lezat | Blason  | D'or au sanglier de gueules posé sur un mont de sinople, au chef du second chargé de deux clefs du champ posées en sautoir. |
| Blason de Bas-et-Lezat | Détails | Le statut officiel du blason reste à déterminer.                                                                            |

| Blason de Beaulieu | Blason  | Coupé: au 1er parti au I de gueules à deux fleurs de lis d'or soutenues d'un besant du même et au II d'or au sautoir de gueules; au 2e d'azur à l'oie sauvage volante d'argent. |
| Blason de Beaulieu | Détails | Le statut officiel du blason reste à déterminer. |

| Blason de Beaumont | Blason  | D'azur à un mont de six coupeaux d'or surmonté d'un étui de crosse du même accosté de deux serpettes d'argent futées du second. |
| Blason de Beaumont | Détails | Le statut officiel du blason reste à déterminer.                                                                                |

| Blason de Beauregard-l'Évêque | Blason  | D'azur à une tour carrée d'argent terrassée du même, maçonnée, ouverte et ajourée de sable, entourée de douze étoiles d'or rangées en orle, au chef cousu de gueules chargé d'une crosse d'or posée en fasce. |
| Blason de Beauregard-l'Évêque | Détails | * Ces armes emploient le terme « cousu » dans le seul but de contrevenir à la règle de contrariété des couleurs : elles sont fautives : gueules sur azur.                                                     |

| Blason de Beauregard-Vendon | Blason  | Parti de gueules à une amphore d'argent, et d'or à un ours rampant de sable armé et lampassé du premier. |
| Blason de Beauregard-Vendon | Détails | Le statut officiel du blason reste à déterminer.                                                         |

| Blason de Besse-et-Saint-Anastaise | Blason  | D'azur à saint Jean-Baptiste debout dans un désert de rochers, senestré d'un arbre et accompagné de trois fleurs de lys, le tout d'or. |
| Blason de Besse-et-Saint-Anastaise | Détails | Le statut officiel du blason reste à déterminer.                                                                                       |

| Blason de Beurières | Blason  | Parti d'un écartelé d'or et d'azur, et de gueules à une tour donjonnée d'argent, le tout sommé d'un chef du second chargé d'un étui de crosse du premier accosté de deux roses du quatrième. |
| Blason de Beurières | Détails | Le statut officiel du blason reste à déterminer. |

| Blason de Billom | Blason  | D'azur au château d'or maçonné de sable, la tour senestre plus haute que la dextre, surmonté de trois fleurs de lys du second rangées en chef. |
| Blason de Billom | Détails | Le statut officiel du blason reste à déterminer.                                                                                               |

| Blason de Biollet | Blason  | Coupé d'un parti d'azur à la tête de lion arrachée d'or, et de gueules à la tête de loup arrachée du second ; et d'argent à deux clefs du troisième passées en sautoir. |
| Blason de Biollet | Détails | Le statut officiel du blason reste à déterminer. |

| Blason de Blanzat | Blason  | Écartelé d'or à trois chevrons d'azur, et de gueules à la bande cousue de sable et à la bordure du même.                                                   |
| Blason de Blanzat | Détails | * Ces armes emploient le terme « cousu » dans le seul but de contrevenir à la règle de contrariété des couleurs : elles sont fautives : sable sur gueules. |

| Blason de Boudes | Blason  | De gueules à la tour donjonnée d'argent, chapé du même chargé de deux grappes de raisin du champ feuillées de sinople, au chef échiqueté du champ et d'or. |
| Blason de Boudes | Détails | Le statut officiel du blason reste à déterminer. |

| Blason de Bourboule (La) | Blason  | D'azur semé de fleurs de lys d'or à une tour d'argent maçonnée de sable brochante, à la cotice de gueules brochant en bande sur le tout, au chef tiercé en pal d'azur d'argent et de gueules. |
| Blason de Bourboule (La) | Détails | Le statut officiel du blason reste à déterminer. |

| Blason de Bourg-Lastic | Blason  | Parti d'or au loup ravissant de sable armé et lampassé d'argent, et de gueules à trois chevrons d'or. |
| Blason de Bourg-Lastic | Détails | Le statut officiel du blason reste à déterminer.                                                      |

| Blason de Bouzel | Blason  | D'or au laurier de sinople; au chef d'azur chargé de trois étoiles d'or. |
| Blason de Bouzel | Détails | Le statut officiel du blason reste à déterminer.                         |

| Blason de Brassac-les-Mines | Blason  | De gueules à la tour d'argent ouverte et ajourée de sable, soutenue d'une rivière d'argent chargée de deux burelles ondées d'azur, au chef de sable.                             |
| Blason de Brassac-les-Mines | Détails | * Il y a là non-respect de la règle de contrariété des couleurs : ces armes sont fautives (chef de sable sur champ de gueules). Le statut officiel du blason reste à déterminer. |

| Blason de Briffons | Blason  | Écartelé : au 1er d'argent à la croix de Malte de gueules, au 2d d'azur à la fontaine d'argent jaillissant d'une vasque d'or, au 3e d'azur à un vase de parfum d'or, au 4e d'argent à un étui de crosse de gueules. |
| Blason de Briffons | Détails | Le statut officiel du blason reste à déterminer. |

| Blason de Broc (Le) | Blason  | Parti de gueules semé de molettes d'éperon d'argent, au lion du même brochant ; et d'or à la fasce ondée d'azur. |
| Blason de Broc (Le) | Détails | Le statut officiel du blason reste à déterminer.                                                                 |

| Blason de Bromont-Lamothe | Blason  | Tranché denché d'or au lion de sable, et d'azur à l'oie sauvage essorante du premier . |
| Blason de Bromont-Lamothe | Détails | Création de M. Carrias, adoptée par la commune le 26 aout 2002.                        |

| Blason de Brousse | Blason  | D'or à la muraille crénelée de gueules chargée d'un étui de crosse d'argent et surmontée d'un lion issant de sable. |
| Blason de Brousse | Détails | Le statut officiel du blason reste à déterminer.                                                                    |

| Blason de Brugeron (Le) | Blason  | D'argent à deux sabots de sable adossés en fasce, accompagnés en chef d'un bouquet de bruyère de sinople, et en pointe d'un sapin du même. |
| Blason de Brugeron (Le) | Détails | Armes parlantes. (bruyère) Le statut officiel du blason reste à déterminer.                                                                |

| Blason de Bulhon | Blason  | Parti de sinople à une étoile d'or, et du même au croissant du premier, à la branche de trois feuilles de l'un en l'autre. |
| Blason de Bulhon | Détails | Le statut officiel du blason reste à déterminer.                                                                           |

| Blason de Busséol | Blason  | D'argent au sautoir fleurdelysé de gueules.      |
| Blason de Busséol | Détails | Le statut officiel du blason reste à déterminer. |

| Blason de Bussières | Blason  | Parti : au 1er d'or à une branche de buis de sinople, au 2d de gueules à un crosseron d'or ; le tout sommé d'un chef d'azur chargé de deux navettes de tisserand d'or passées en sautoir et accostées de deux gerbes de blé du même. |
| Blason de Bussières | Détails | Le statut officiel du blason reste à déterminer. |

| Blason de Bussières-et-Pruns | Blason  | D'argent à la barre de gueules chargée de trois palmes d'or et accompagnée, en chef, d'une branche de buis de trois pièces de sinople, et en pointe, d'un prunier au naturel fruité de pourpre. |
| Blason de Bussières-et-Pruns | Détails | L'Armorial des Communes de France donne le blason quelque peu alambiqué cité en alias, sans aucune source. Armes parlantes. (branche de buis et prunier) Le statut officiel du blason reste à déterminer. |
| Blason de Bussières-et-Pruns | Alias   | D'or au gonfanon de gueules frangé de sinople le gonfanon chargée d'une fasce d'argent surchargée de l'inscription « BUSSIERES ET PRUNS » en lettres capitales de sable, surmonté à dextre d'une église d'argent essorée d'azur, à senestre d'une mairie d‘argent essorée de gueules, accompagnées de trois arbres au naturel deux en flancs et un au milieu, l'ensemble brochant sur une représentation du Puy de Dôme de sinople. |

| Blason de Buxières-sous-Montaigut | Blason  | Coupé d'or à la branche de buis de sinople posée en fasce, et de gueules à la croix potencée d'argent cantonnée de quatre croisettes du même. |
| Blason de Buxières-sous-Montaigut | Détails | Armes parlantes. (branche de buis) Le statut officiel du blason reste à déterminer.                                                           |

Pas d'information pour les communes suivantes : Bansat, Beaumont-lès-Randan, Bergonne, Bertignat, Blot-l'Église, Bongheat, Bort-l'Étang, Brenat, Le Breuil-sur-Couze.
- Haut – A
- B
- C
- D
- E
- F
- G
- H
- I
- J
- K
- L
- M
- N
- O
- P
- Q
- R
- S
- T
- U
- V
- W
- X
- Y
- Z

## C
| Blason de Cébazat | Blason  | D'or à la croix de gueules.                      |
| Blason de Cébazat | Détails | Le statut officiel du blason reste à déterminer. |

| Blason de Ceilloux | Blason  | D'azur à trois tiges d'épines d'argent.          |
| Blason de Ceilloux | Détails | Le statut officiel du blason reste à déterminer. |

| Blason de Celle (La) | Blason  | Écartelé : au 1er de gueules au lion couronné d'or, au 2d du même à saint Pardoux de carnation vêtu et mitré d'azur, au 3e de vair plain, au 4e de gueules à la croix ancrée d'argent, sur le tout d'or au gonfanon de gueules. |
| Blason de Celle (La) | Détails | Le statut officiel du blason reste à déterminer. |

| Blason de Cellule | Blason  | D'or à la crosse de sinople posée en pal, chaussé de sinople chargé d'une rose d'or à dextre et d'un croissant d'argent à senestre, sur le tout de gueules au gonfanon d'or. |
| Blason de Cellule | Détails | Blason historique : la commune a été annexée par la commune nouvelle de Chambaron sur Morge.                                                                                 |

| Blason de Cendre (Le) | Blason  | D'azur à une épée haute d'argent garnie d'or, adextrée d'une couronne de laurier et senestrée d'une croix ancrée, le tout du même. |
| Blason de Cendre (Le) | Détails | Le statut officiel du blason reste à déterminer.                                                                                   |

| Blason de Ceyrat | Blason  | Écartelé : au 1er d'argent à un bousset de sable, au 2d d'azur à la croix d'or, au 3e d'azur au dauphin pâmé d'or, barbé, crêté et oreillé de gueules, au 4e d'argent à l'ours passant de sable. |
| Blason de Ceyrat | Détails | Le statut officiel du blason reste à déterminer. |

| Blason de Chalus | Blason  | Écartelé d'un échiqueté de gueules et d'or, et d'azur à un vase de parfum d'argent. |
| Blason de Chalus | Détails | Le statut officiel du blason reste à déterminer.                                    |

| Blason de Chamalières | Blason  | De gueules à la fasce d'argent.                                                   |
| Blason de Chamalières | Détails | Le statut officiel du blason reste à déterminer.                                  |
| Blason de Chamalières | Alias   | De gueules à la fasce d'argent, à la lettre C capitale d'or brochant sur le tout. |

| Blason de Chambon-sur-Lac | Blason  | D'argent à cinq flammes de gueules issant d'un mont de sable chargé d'une main index levé d'or et posé sur un lac d'azur. |
| Blason de Chambon-sur-Lac | Détails | Le statut officiel du blason reste à déterminer.                                                                          |

| Blason de Chaméane | Blason  | Parti: au 1er d’argent à la bande d’azur accompagnée de six roses de gueules posées en orle, au 2e d’or au dragon de sinople lampassé et couronné de gueules; le tout sommé d’un chef d’azur chargé d’une fasce crénelée de cinq pièces d’or et maçonnée de sable. |
| Blason de Chaméane | Détails | Le statut officiel du blason reste à déterminer. |

| Blason de Champeix | Blason  | De gueules à la lettre C d'argent couronnée d'or et enfermant une tour d'argent. |
| Blason de Champeix | Détails | Le statut officiel du blason reste à déterminer.                                 |

| Blason de Champétières | Blason  | D'azur au coq d'or, à la bordure de vair         |
| Blason de Champétières | Détails | Le statut officiel du blason reste à déterminer. |

| Blason de Chanat-la-Mouteyre | Blason  | Tranché, au premier de gueules au dauphin d'or, au second d'azur à l'alérion d'or, à la bande d'argent brochant sur la partition et chargée d'une fleur de lys d'or accostée de deux étoiles d'azur, le tout posé à plomb. |
| Blason de Chanat-la-Mouteyre | Détails | Le statut officiel du blason reste à déterminer. |

| Blason de Chanonat | Blason  | De gueules à la croix d'argent cantonnée de quatre fleurs de lys du même. |
| Blason de Chanonat | Détails | Le statut officiel du blason reste à déterminer.                          |

| Blason de Chapdes-Beaufort | Blason  | Écartelé, au 1 et 4, d'azur à l'étui de crosse d'or, au 2 et 3, d'or à la fleur de lys de gueules, sur le tout d'argent au chevron ondé de sable accompagné de trois tourteaux du même. |
| Blason de Chapdes-Beaufort | Détails | Le statut officiel du blason reste à déterminer. |

| Blason de Chapelle-Agnon (La) | Blason  | Parti, au premier d'azur à la tour d'argent ajourée, ouverte et maçonnée de sable, au second, d'or au glaive de gueules. |
| Blason de Chapelle-Agnon (La) | Détails | Le statut officiel du blason reste à déterminer.                                                                         |

| Blason de Chappes | Blason  | D'argent à la croix de Malte de gueules, chapé d'azur chargé de deux épis de blé d'or. |
| Blason de Chappes | Détails | Armes parlantes. (chapé) Le statut officiel du blason reste à déterminer.              |

| Blason de Chaptuzat | Blason  | Coupé, au premier de gueules à deux clefs d'or posées en sautoir surmontées d'une fleur de lys d'argent, au second d'une tour d'argent posée sur un mont du même, accostée de deux étoiles d'or. |
| Blason de Chaptuzat | Détails | Le statut officiel du blason reste à déterminer. |

| Blason de Charbonnières-les-Varennes | Blason  | Tranché : au 1er de sable à neuf étoiles d'or, 3, 3, 2 et 1, au 2d de gueules à huit étoiles d'or, 1, 1, 2, 2 et 2 ; à la bande ondée d'argent chargée de trois coquilles de gueules. |
| Blason de Charbonnières-les-Varennes | Détails | Le statut officiel du blason reste à déterminer. |

| Blason de Charbonnières-les-Vieilles | Blason  | D'azur à trois bandes d'argent chargées de sept charbons de sable enflammés de gueules 2, 3 et 2, posés à plomb. |
| Blason de Charbonnières-les-Vieilles | Détails | Armes parlantes. (charbons) Le statut officiel du blason reste à déterminer.                                     |

| Blason de Charensat | Blason  | D'or au chevron de gueules, accompagné en chef de deux croisettes ancrées de sinople et en pointe d'un lion du même, au chef d'azur chargé d'une molette d'or accostée de quatre fusées d'argent, deux à dextre et deux à senestre. |
| Blason de Charensat | Détails | Le statut officiel du blason reste à déterminer. |

| Blason de Charnat | Blason  | D'azur à la bande ondée élargie d'or, chargée en chef d'une croix pattée (du temple) de gueules et en pointe de trois épis de blé de sinople liés du même, le tout posé à plomb, la bande accompagnée en chef d'une ancre d'argent avec sa gumène de sable nouée en son milieu d'un nœud de marin. |
| Blason de Charnat | Détails | Le statut officiel du blason reste à déterminer. |

| Blason de Chassagne | Blason  | D'azur à la bande d'argent, accompagnée de deux glands d'or tigés et feuillés du même, à la crosse d'or posée en pal brochant sur le tout.                                    |
| Blason de Chassagne | Détails | Armes par allusion : lien étymologique avec le chêne dans le nom de la commune et allusion au chêne via les glands dessinés. Le statut officiel du blason reste à déterminer. |

| Blason de Châteaugay | Blason  | Écartelé, au 1, d'or à la bande d'azur accompagnée de six merlettes de sable posées en orle, au 2, de gueules au donjon d'argent, au 3, de gueules au bousset d'argent, au 4, de sable à la croix dentelée d'or. |
| Blason de Châteaugay | Détails | Officiel |
| Blason de Châteaugay | Alias   | Mi-parti: au 1er de sable à la croix engrêlée d'or, au 2e d'or à la croix ancrée de gueules. |

| Blason de Chateldon | Blason  | De gueules au château à trois tours crénelées d'argent posé sur un mont du même mouvant de la pointe, sur le tout de sable chargé de trois têtes de lions arrachées d'or, lampassées de gueules. |
| Blason de Chateldon | Détails | Le statut officiel du blason reste à déterminer. |

| Blason de Châtel-Guyon | Blason  | D'or au gonfanon de gueules frangé de sinople.   |
| Blason de Châtel-Guyon | Détails | Le statut officiel du blason reste à déterminer. |

| Blason de Chauriat | Blason  | Écartelé, au premier d'azur à la croix d'or, au deuxième d'argent à l'étoile de gueules, au troisième d'argent à la molette de gueules, au quatrième d'azur à la croix ancrée d'or. |
| Blason de Chauriat | Détails | Le statut officiel du blason reste à déterminer. |

| Blason de Le Cheix | Blason  | Tranché, au premier d'argent à l'arbre de sinople, au second d'azur au pont en dos d'âne à une arche d'argent surmonté d'un épi de blé d'or feuillé de même. |
| Blason de Le Cheix | Détails | Le statut officiel du blason reste à déterminer. |

| Blason de Cisternes-la-Forêt | Blason  | Coupé, au premier d'azur à une citerne d'or, au second d'argent au sapin de sinople posé sur un mont de gueules. |
| Blason de Cisternes-la-Forêt | Détails | Armes parlantes. Le statut officiel du blason reste à déterminer.                                                |

| Blason de Clémensat | Blason  | D'argent à deux pals d'azur chargés chacun d'un épi de blé d'or, à la losange de gueules brochant en chef. |
| Blason de Clémensat | Détails | Le statut officiel du blason reste à déterminer.                                                           |

| Blason de Clerlande | Blason  | D'azur au croissant d'argent accosté de deux coquilles d'or, accompagné de deux étoiles du même, une en chef et une en pointe. |
| Blason de Clerlande | Détails | Le statut officiel du blason reste à déterminer.                                                                               |

| Blason de Clermont-Ferrand | Blason  | D'azur à la croix de gueules bordée d'or, cantonnée de quatre fleurs de lis du même. Devise« arverna civitas nobilissima » (la très noble cité arverne). |
| Blason de Clermont-Ferrand | Détails | Officiel |

| Blason de Collanges | Blason  | Coupé, au premier parti de gueules à la croix ancrée d'argent et aussi de gueules à trois fasces d'or, au second d'azur à la crosse d'argent accostée de deux épis de blé d'or. |
| Blason de Collanges | Détails | Le statut officiel du blason reste à déterminer. |

| Blason de Combrailles | Blason  | De vair à la tête de loup arrachée de gueules et allumée d'argent; au chef d'azur chargé d'un poisson d'or. |
| Blason de Combrailles | Détails | Le statut officiel du blason reste à déterminer.                                                            |

| Blason de Combronde | Blason  | D'azur semé de fleurs de lys d'or à la lettre C capitale du même brochant sur le tout. |
| Blason de Combronde | Détails | Le statut officiel du blason reste à déterminer.                                       |

| Blason de Condat-en-Combraille | Blason  | Coupé : au 1er d'azur au poisson d'or posé en bande et accompagné de six étoiles du même mises en orle, au 2e de gueules au cerf d'argent, une burelle d'or brochant sur la partition. |
| Blason de Condat-en-Combraille | Détails | Le statut officiel du blason reste à déterminer. |

| Blason de Condat-lès-Montboissier | Blason  | D'or au lion de sable; à la bordure de gueules chargée d'une chaine d'argent posée en orle. |
| Blason de Condat-lès-Montboissier | Détails | Le statut officiel du blason reste à déterminer.                                            |

| Blason de Courgoul | Blason  | D'argent à trois quintefeuilles de sinople rangées en fasce, accompagnées de deux divises de gueules. |
| Blason de Courgoul | Détails | Le statut officiel du blason reste à déterminer.                                                      |

| Blason de Cournon-d'Auvergne | Blason  | De gueules à la rivière d'azur, à la crosse brochant sur le tout accostée à dextre d'une croix ancrée et à senestre d'une couronne de laurier, le tout d'or.   |
| Blason de Cournon-d'Auvergne | Détails | * Il y a là non-respect de la règle de contrariété des couleurs : ces armes sont fautives (azur sur gueules). Le statut officiel du blason reste à déterminer. |

| Blason de Courpière | Blason  | D'or à la tour de gueules maçonnée de sable.     |
| Blason de Courpière | Détails | Le statut officiel du blason reste à déterminer. |

| Blason de Crest (Le) | Blason  | Écartelé, au 1, d'azur au lion d'or, au 2, d'argent à la grappe de raisin de gueules, au 3, d'argent au château de gueules, au 4, d'or à la croix engrêlée d'azur. |
| Blason de Crest (Le) | Détails | Le statut officiel du blason reste à déterminer. |

| Blason de Crouzille (La) | Blason  | Coupé, au premier d'azur à la croix d'argent, au second d'or au cœur enflammé de gueules. |
| Blason de Crouzille (La) | Détails | Le statut officiel du blason reste à déterminer.                                          |

| Blason de Culhat | Blason  | D'azur à la lanterne des morts du lieu d'or, accompagnée en chef de deux croix de Malte d'argent. |
| Blason de Culhat | Détails | Le statut officiel du blason reste à déterminer.                                                  |

| Blason de Cunlhat | Blason  | D'azur semé de croisettes d'or, au château de trois tours crénelées du même ouvert du champ, brochant sur le tout. |
| Blason de Cunlhat | Détails | Le statut officiel du blason reste à déterminer.                                                                   |

Pas d'information pour les communes suivantes : Celles-sur-Durolle, La Cellette (Puy-de-Dôme), Ceyssat, Chabreloche, Chadeleuf, Champagnat-le-Jeune, Champs (Puy-de-Dôme), La Chapelle-Marcousse, La Chapelle-sur-Usson, Charbonnier-les-Mines, Chas (Puy-de-Dôme), Chastreix, Château-sur-Cher, Châteauneuf-les-Bains, La Chaulme, Chaumont-le-Bourg, Chavaroux, Chidrac, Compains, Corent, Coudes, Cournols, Creste, Crevant-Laveine, Cros (Puy-de-Dôme).
- Haut – A
- B
- C
- D
- E
- F
- G
- H
- I
- J
- K
- L
- M
- N
- O
- P
- Q
- R
- S
- T
- U
- V
- W
- X
- Y
- Z

## D
| Blason de Domaize | Blason  | D'azur, au lion d'or accompagné en chef de deux étoiles du même et en pointe d'un croissant aussi d'or, au chef denché cousu de gueules chargé d'une tête de loup arrachée d'or.                           |
| Blason de Domaize | Détails | * Ces armes emploient le terme « cousu » dans le seul but de contrevenir à la règle de contrariété des couleurs : elles sont fautives : gueules sur azur. Le statut officiel du blason reste à déterminer. |

| Blason de Dorat | Blason  | Parti, au premier, coupé au 1, de gueules au gonfanon d'or, au 2, d'azur plain, à la fasce ondée d'argent brochant sur la partition, au second, d'argent à trois chevrons de gueules accompagnés de trois étoiles d'azur. |
| Blason de Dorat | Détails | Le statut officiel du blason reste à déterminer. |

| Blason de Durmignat | Blason  | Tiercé en pairle renversé: au 1 d'or à une biche couchée, la tête contournée, de gueules et allumée d'argent, au 2 d'azur à trois fasces ondées d'argent et à la coquille versée d'or brochante, au 3 de sinople a un loup passant d'or |
| Blason de Durmignat | Détails | Créé par JF Binon..Site Internet de la commune, 2023. |

| Blason de Durtol | Blason  | Écartelé, au premier d'or à la hure de sanglier de sable, au deuxième et au troisième d'azur à la croix ancrée d'or, au quatrième d'or à trois merlettes de sable. |
| Blason de Durtol | Détails | Le statut officiel du blason reste à déterminer. |

Pas d'information pour les communes suivantes : Dauzat-sur-Vodable, Davayat, Doranges, Dore-l'Église.
- Haut – A
- B
- C
- D
- E
- F
- G
- H
- I
- J
- K
- L
- M
- N
- O
- P
- Q
- R
- S
- T
- U
- V
- W
- X
- Y
- Z

## E
| Blason de Échandelys | Blason  | Parti : au 1er d'azur semé de fleurs de lys d'or, à un sapin au naturel brochant, au 2d coupé, au I de gueules à un buste de la Vierge d'or, au II, d'or à un crosseron d'azur ; au chef d'or chargé de trois étoiles de gueules. |
| Blason de Échandelys | Détails | Adopté en 2015. |

| Blason de Effiat | Blason  | De gueules au chevron fascé ondé d'argent et d'azur accompagné de trois lions d'or. |
| Blason de Effiat | Détails | Le statut officiel du blason reste à déterminer.                                    |

| Blason de Égliseneuve-d'Entraigues | Blason  | D'azur à trois flanchis d'argent, les deux du chef accostant une croisette diminuée du même, au chef d'or à trois flanchis d'azur. |
| Blason de Égliseneuve-d'Entraigues | Détails | Le statut officiel du blason reste à déterminer.                                                                                   |

| Blason de Égliseneuve-des-Liards | Blason  | D'argent à la chapelle d'azur posée sur un mont de sinople et accompagnée en chef, à dextre, d'un vase antique d'azur et à senestre, d'une tête de chien colletée de gueules et tenant dans sa gueule un pain du même. |
| Blason de Égliseneuve-des-Liards | Détails | Le statut officiel du blason reste à déterminer. |

| Blason de Égliseneuve-près-Billom | Blason  | D'or à la grappe de raisin de pourpre tigée et feuillée d'une pièce de sinople, surmontée d'une molette d'éperon de sable, chapé d'azur à la crosse d'or à dextre et à un lion d'argent armé et lampassé de gueules à senestre. |
| Blason de Égliseneuve-près-Billom | Détails | Le statut officiel du blason reste à déterminer. |

| Blason de Ennezat | Blason  | De gueules au chevron d'argent à trois fasces d'azur accompagné de trois lionceaux d'argent. |
| Blason de Ennezat | Détails | Le statut officiel du blason reste à déterminer.                                             |

| Blason de Escoutoux | Blason  | Coupé, au premier d'azur au lion d'or accosté de deux serpes d'argent, au second d'argent à la croix de gueules. |
| Blason de Escoutoux | Détails | Le statut officiel du blason reste à déterminer.                                                                 |

| Blason de Espinchal | Blason  | D'azur au griffon d'or accompagné de trois épis de blé du même.                   |
| Blason de Espinchal | Détails | Armes de la famille d'Espinchal. Le statut officiel du blason reste à déterminer. |

| Blason de Estandeuil | Blason  | Écartelé, au 1 et 4 d'azur au hanap d'argent, au 2, de gueules à l'alérion d'argent, au 3, de gueules à la merlette d'argent, à la croix d'or brochant sur la partition, sur le tout de sable à la bande coticée d'or. |
| Blason de Estandeuil | Détails | Le statut officiel du blason reste à déterminer. |

| Blason de Esteil | Blason  | D'or au pal de gueules chargé de trois étoiles d'argent. |
| Blason de Esteil | Détails | Le statut officiel du blason reste à déterminer.         |

Pas d'information pour les communes suivantes : Églisolles, Entraigues (Puy-de-Dôme), Enval, Espinasse (Puy-de-Dôme), Espirat.
- Haut – A
- B
- C
- D
- E
- F
- G
- H
- I
- J
- K
- L
- M
- N
- O
- P
- Q
- R
- S
- T
- U
- V
- W
- X
- Y
- Z

## F
| Blason de Fayet-le-Château | Blason  | Parti de sinople et d'or à la tour accostée de deux feuilles de hêtre de l'un en l'autre.                                            |
| Blason de Fayet-le-Château | Détails | Armes parlantes. (Fayet fait référence au hêtre ; la tour fait allusion au château) Le statut officiel du blason reste à déterminer. |

| Blason de Fernoël | Blason  | D'or à deux branches de frêne feuillées de sinople posées en chevron renversé, surmontées d'une tour de gueules accostée de deux tourteaux d'azur, à la champagne de sinople chargée d'une fasce d'argent échiquetée en ombre de sable. |
| Blason de Fernoël | Détails | Le statut officiel du blason reste à déterminer. |

| Blason de Fournols | Blason  | Écartelé, au 1) contre-écartelé, en 1 et 4, d'argent à la bande de gueules accompagnée de six roses de gueules posées en orle, au 2 et 3, d'azur à trois fleurs de lys d'or, au 2) de sinople à la bande ondée d'argent, au 3) de gueules à trois fasces d'or, au 4) d'azur au lion d'or surmonté d'un croissant du même, à la bande de gueules brochante. |
| Blason de Fournols | Détails | Conflit héraldique : en 1 et 4 du contre-écartelé, le dessin représente une bande d'azur. Le statut officiel du blason reste à déterminer. |

Pas d'information pour Fayet-Ronaye et La Forie.
- Haut – A
- B
- C
- D
- E
- F
- G
- H
- I
- J
- K
- L
- M
- N
- O
- P
- Q
- R
- S
- T
- U
- V
- W
- X
- Y
- Z

## G
| Blason de Gelles | Blason  | Écartelé, au 1, d'argent à une coquille de gueules, au 2, d'azur au massacre de cerf d'or, au 3, d'azur à la couronne de laurier d'or, au 4, d'argent à la croix de gueules. |
| Blason de Gelles | Détails | Le statut officiel du blason reste à déterminer. |

| Blason de Gerzat | Blason  | D'azur à la croix de gueules remplie de sable, bordée d'or, cantonnée de quatre fleurs de lys du même et à une tour de sable brochante.                                 |
| Blason de Gerzat | Détails | * Ces armes emploient le terme « cousu » dans le seul but de contrevenir à la règle de contrariété des couleurs : elles sont fautives : sable sur gueules et sur sable. |

| Blason de Giat | Blason  | D'or à la bande d'azur accompagnée de six merlettes de sable posées en orle. |
| Blason de Giat | Détails | Le statut officiel du blason reste à déterminer.                             |

| Blason de Gignat | Blason  | Coupé ; au premier parti, d'or à la croix de gueules, et d'azur à deux étoiles d'or soutenues d'une molette du même ; au second d'argent à deux clefs de gueules passées en sautoir. |
| Blason de Gignat | Détails | Le statut officiel du blason reste à déterminer. |

| Blason de Glaine-Montaigut | Blason  | De sinople à la tête de lion arrachée d'argent, accompagnée en chef de deux gerbes de blé d'or et en pointe d'une fleur de tournesol du même boutonnée de sable. |
| Blason de Glaine-Montaigut | Détails | Le statut officiel du blason reste à déterminer. |

| Blason de Godivelle (La) | Blason  | Écartelé, au 1 et 4, de gueules au cornet d'argent lié du même, au 2 et 3, d'or à la fasce ondée d'azur. |
| Blason de Godivelle (La) | Détails | Le statut officiel du blason reste à déterminer.                                                         |

| Blason de Goutelle (La) | Blason  | D'azur à la fasce ondée d'argent accompagnée en chef d'un rameau d'or posé en barre et en pointe de deux branches de genévrier du même passées en sautoir. |
| Blason de Goutelle (La) | Détails | Le statut officiel du blason reste à déterminer. |

| Blason de Gouttières | Blason  | D'azur semé de gouttes d'argent, au lion d'or brochant. |
| Blason de Gouttières | Détails | Différences entre dessin et blasonnement : le lion est dessiné double queue en sautoir et armé ainsi que lampassé de gueules, ce qui n'est pas dit. Armes parlantes. (gouttes) Le statut officiel du blason reste à déterminer. |

| Blason de Grandrif | Blason  | Tiercé en pairle renversé, au 1, d'or à la fasce ondée d'azur, au 2, d'azur à la tête de chien colletée d'or tenant dans sa gueule un pain du même, au 3, de gueules à la roue d'argent à huit rais, au chevron d'argent brochant sur la partition. |
| Blason de Grandrif | Détails | Le statut officiel du blason reste à déterminer. |

| Blason de Grandeyrolles | Blason  | Tiercé en pairle renversé: au 1 de sinople à une tour [du lieu: tour de Rognon] d'or, ajourée et maçonnée de sable, au 2 de gueules au lion de vair, au 3 d'argent à la burelle ondée d'azur abaissée, surmontée d'un loup marchant de sable langué de gueules . |
| Blason de Grandeyrolles | Détails | Créé par JF Binon. Site de l'Annuaire des Collectivités, 2025. |

Pas d'information pour Grandval (Puy-de-Dôme).
Gimeaux porte un pseudo-blason.
- Haut – A
- B
- C
- D
- E
- F
- G
- H
- I
- J
- K
- L
- M
- N
- O
- P
- Q
- R
- S
- T
- U
- V
- W
- X
- Y
- Z

## H
| Blason de Herment | Blason  | D'azur à un navire d'argent portant sur la proue, à dextre, une lettre h minuscule gothique d'or. |
| Blason de Herment | Détails | Le statut officiel du blason reste à déterminer.                                                  |

Pas d'information pour Heume-l'Église.
- Haut – A
- B
- C
- D
- E
- F
- G
- H
- I
- J
- K
- L
- M
- N
- O
- P
- Q
- R
- S
- T
- U
- V
- W
- X
- Y
- Z

## I
| Blason de Issoire | Blason  | D'azur à la lettre y d'or, la queue inversée à senestre et enroulée par la pointe, surmontée d'une couronne de marquis du même. |
| Blason de Issoire | Détails | Le statut officiel du blason reste à déterminer.                                                                                |

Pas d'information pour Isserteaux.
- Haut – A
- B
- C
- D
- E
- F
- G
- H
- I
- J
- K
- L
- M
- N
- O
- P
- Q
- R
- S
- T
- U
- V
- W
- X
- Y
- Z

## J
| Blason de Job | Blason  | Parti: au 1er d'azur à l'éclair d'or posé en barre, au 2e de sinople à la crosse d'abbé d'or surmontée de trois étoiles de six rais du même, le tout sommé d'un comble d'or chargé de l'inscription « Jove Imperat » de gueules. Devise« jove imperat » (par Jupiter, je commande). |
| Blason de Job | Détails | Conflit héraldique : le dessin présente "impèrat". Le statut officiel du blason reste à déterminer. |

| Blason de Jozerand | Blason  | D'azur à la tour d'argent rompue par le bas, brochant sur une lettre J majuscule du même.                          |
| Blason de Jozerand | Détails | Conflit héraldique : le dessin présente la tour ajourée de sable. Le statut officiel du blason reste à déterminer. |

| Blason de Joze | Blason  | Écartelé, au 1, de gueules au chef de vair, au 2, d'azur au foudre d'or, au 3, d'azur à la bêche d'argent emmanchée d'or, au 4, de gueules à la tour d'or, à la croix d'argent brochant sur la partition. |
| Blason de Joze | Détails | Différences entre dessin et blasonnement : au 2 éclaire et non foudre et couleur. Le statut officiel du blason reste à déterminer.                                                                        |

| Blason de Jumeaux | Blason  | D'azur à la jumelle d'argent, accompagnée en chef, à dextre d'un marteau, à senestre d'une hache et en pointe d'un bateau, le tout d'or. |
| Blason de Jumeaux | Détails | Armes parlantes. (jumelle) Le statut officiel du blason reste à déterminer.                                                              |

- Haut – A
- B
- C
- D
- E
- F
- G
- H
- I
- J
- K
- L
- M
- N
- O
- P
- Q
- R
- S
- T
- U
- V
- W
- X
- Y
- Z

## L
| Blason de Labessette | Blason  | Écartelé : au 1er d'or à une feuille de bouleau de sinople posée en barre, au 2e de gueules à une étoile de douze rais d'or, au 3e de gueules à un poisson versé d'argent, au 4e d'or à une vache de tenné. Différences entre dessin et blasonnement : Le poisson est dit versé, mais dessiné non seulement versé, mais aussi contourné et courbé en croissant. |
| Blason de Labessette | Détails | Le statut officiel du blason reste à déterminer. |

| Blason de Lachaux | Blason  | Tiercé en pairle renversé : au 1er de sinople à une branche de gui d'argent posée en barre, au 2e d'or à une volute de crosse de gueules, au 3e d'azur à trois fasces ondées d'argent. |
| Blason de Lachaux | Détails | La crosse est pour saint Bonnet, évêque de Clermont-Ferrand au VIIe siècle et patron de la paroisse locale. Le gui, plante druidique, rappelle l'existence d'un site mégalithique à Lachaux : la Pierre du Sang. Enfin, les ondes représentent les nombreuses sources qui alimentent les divers cours d'eau de la commune : le Theux, le Vauziron et le Terrasson. Création Jean-François Binon, adoptée le 14 septembre 2020. |

| Blason de Lamontgie | Blason  | Coupé voûté, au premier d'or à une feuille de platane de sinople accostée à dextre d'une crosse d'azur posée en bande et à senestre d'un caducée du même posé en barre, au second de sinople à une porte fortifiée et crénelée d'argent maçonnée de sable en pointe, surmontée d'une fleur de lys d'or. |
| Blason de Lamontgie | Détails | Le statut officiel du blason reste à déterminer. |

| Blason de Landogne | Blason  | Parti, au premier de gueules à la clef contourné d'or , au second d'argent au trident de gueules, au chef d'azur chargé d'un croissant d'argent accosté de deux étoiles d'or. |
| Blason de Landogne | Détails | Le statut officiel du blason reste à déterminer. |

| Blason de Laqueuille | Blason  | Écartelé, au 1, de sable à la croix dentelée d'or, au 2, de gueules à une sainte Madeleine d'argent, au 3, de gueules à la cabane de berger d'argent, au 4, d'or à trois fasces de gueules. |
| Blason de Laqueuille | Détails | Le statut officiel du blason reste à déterminer. |

| Blason de Larodde | Blason  | Écartelé, au 1, d'azur à l'oie sauvage d'argent, au 2, d'or à la tour de gueules, au 3, d'or au rencontre de bœuf de gueules, au 4, d'azur à la croix ancrée d'argent, sur le tout d'or à la fleur de lys d'azur. |
| Blason de Larodde | Détails | Le statut officiel du blason reste à déterminer. |

| Blason de La Tour-d'Auvergne | Blason  | De France ancien à une tour d'argent brochante.  |
| Blason de La Tour-d'Auvergne | Détails | Le statut officiel du blason reste à déterminer. |

| Blason de Lempdes | Blason  | De sinople à deux rochers de trois coupeaux d'or accompagnés en pointe d'une feuille d'orme de même, au chef d'or chargé de trois étoiles de sinople. |
| Blason de Lempdes | Détails | Le statut officiel du blason reste à déterminer. |

| Blason de Lempty | Blason  | De gueules à la colombe d'or, mantelé d'azur à deux épis d'or, au chevron d'argent brochant sur la partition. |
| Blason de Lempty | Détails | Le statut officiel du blason reste à déterminer.                                                              |

| Blason de Lezoux | Blason  | D'azur à trois fleurs de lys d'or, au chef de sable chargé de deux clefs d'argent posées en sautoir.                                                         |
| Blason de Lezoux | Détails | * Il y a là non-respect de la règle de contrariété des couleurs : ces armes sont fautives (sable sur azur). Le statut officiel du blason reste à déterminer. |

| Blason de Limons | Blason  | D'azur à la bande cousue de gueules accompagnée en chef d'une lettre L majuscule d'or et en pointe d'une ancre du même.                                                                                    |
| Blason de Limons | Détails | * Ces armes emploient le terme « cousu » dans le seul but de contrevenir à la règle de contrariété des couleurs : elles sont fautives : gueules sur azur. Le statut officiel du blason reste à déterminer. |

| Blason de Lussat | Blason  | D'azur à la tour d'argent accostée de deux gerbes de cinq épis d'or liés de gueules. |
| Blason de Lussat | Détails | Le statut officiel du blason reste à déterminer.                                     |

Pas d'information pour les communes suivantes : Lapeyrouse (Puy-de-Dôme), Laps (Puy-de-Dôme), Lastic (Puy-de-Dôme), Lisseuil, Loubeyrat, Ludesse, Luzillat.
- Haut – A
- B
- C
- D
- E
- F
- G
- H
- I
- J
- K
- L
- M
- N
- O
- P
- Q
- R
- S
- T
- U
- V
- W
- X
- Y
- Z

## M
| Blason de Madriat | Blason  | Parti, au premier, de gueules à trois fasces de vair, au second, d'or à la croix de gueules, au chef d'azur chargé d'une abeille d'or accostée de deux fleurs de lys du même. |
| Blason de Madriat | Détails | Le statut officiel du blason reste à déterminer. |

| Blason de Malintrat | Blason  | Tranché, au premier de sable à la tête de lion arrachée d'or, au second d'or à une clef de sable posée en bande, à la bande de vair brochant sur la partition. |
| Blason de Malintrat | Détails | Le statut officiel du blason reste à déterminer. |

| Blason de Manzat | Blason  | D'argent à une branche de genêt de cinq rameaux de sinople fleurie de trente pièces d'or. |
| Blason de Manzat | Détails | Le statut officiel du blason reste à déterminer.                                          |

| Blason de Mareugheol | Blason  | Coupé, au premier d'azur à deux tours d'or jointes par un entre-mur crénelé du même ouvert de sable, au second d'or au dauphin pâmé d'azur.                |
| Blason de Mareugheol | Détails | Conflit héraldique : Les tours sont dessinées ajourées de sable, ce que ne mentionne pas le blasonnement. Le statut officiel du blason reste à déterminer. |

| Blason de Maringues | Blason  | D'azur à un cygne d'argent nageant sur une mer du même. |
| Blason de Maringues | Détails | Le statut officiel du blason reste à déterminer.        |

| Blason de Marsac-en-Livradois | Blason  | De gueules au chevron d'or chargé de trois étoiles d'azur et accompagné de trois coquilles d'or. |
| Blason de Marsac-en-Livradois | Détails | Le statut officiel du blason reste à déterminer.                                                 |

| Blason de Marsat | Blason  | Taillé : au premier de gueules aux trois pals d'hermine, au second de sinople à la pomme d'or soutenue d'une grappe de raisin du même ; à la barre ondée d'argent brochant sur la partition ; sur le tout d'azur à la Vierge en majesté de sable vêtue d'or, tenant sur ses genoux l'Enfant Jésus aussi de sable vêtu d'or. |
| Blason de Marsat | Détails | Le statut officiel du blason reste à déterminer. |

| Blason de Martres-d'Artière (Les) | Blason  | D'argent à deux monts de sinople d'entre lesquels jaillit un double jet d'azur, accompagné en chef d'une cane de gueules accostée à dextre d'un trèfle de sable et à senestre d'une croisette du même. |
| Blason de Martres-d'Artière (Les) | Détails | Le statut officiel du blason reste à déterminer. |

| Blason de Martres-de-Veyre (Les) | Blason  | D'azur à une main de justice d'or, à la fasce ondée abaissée du même brochante, au chef d'or chargé d'une quintefeuille d'azur accostée de deux anilles du même. |
| Blason de Martres-de-Veyre (Les) | Détails | Le statut officiel du blason reste à déterminer. |

| Blason de Martres-sur-Morge | Blason  | De gueules au pont à sept arches d'or posé sur une rivière ondée de sinople, surmonté d'un château à deux tours du même, la tour dextre chaperonnée, la tour senestre crénelée et les deux tours maçonnées de sable, le château accompagné en chef d'un écusson d'or chargé d'un gonfanon de gueules frangé de sinople et accosté de deux taux d'or. |
| Blason de Martres-sur-Morge | Détails | Le statut officiel du blason reste à déterminer. |

| Blason de Mauzun | Blason  | Coupé, au premier d'azur à une crosse d'or accostée de deux coquilles de même, au second de gueules au château d'argent. |
| Blason de Mauzun | Détails | Le statut officiel du blason reste à déterminer.                                                                         |

| Blason de Mazoires | Blason  | Tiercé en pairle renversé : au 1er de sinople à sainte Florine de carnation, chevelée de sable, vêtue d'or et tenant dans sa main senestre une quenouille (ou houlette) du même, au 2e d'azur à une tour d'argent maçonnée de sable, au 3e d'or à un gonfanon de gueules frangé et bouclé de sinople. |
| Blason de Mazoires | Détails | Adopté le 19 novembre 2018. |

| Blason de Menat | Blason  | De sinople au pont en dos d'âne de trois arches d'or sur une champagne ondée d'argent chargée de quatre burelles ondées du champ, à la crosse aussi d'or brochant sur le tout, la tête rayonnant de huit éclairs d'argent, les deux derniers pointant vers la champagne derrière le pont. |
| Blason de Menat | Détails | Le statut officiel du blason reste à déterminer. |

| Blason de Ménétrol | Blason  | Parti de gueules à la clef contournée d'or, et d'azur à la fleur de lys d'argent. |
| Blason de Ménétrol | Détails | Le statut officiel du blason reste à déterminer.                                  |

| Blason de Mezel | Blason  | D'or au chevron d'azur accompagné en chef de deux grappes de raisin de gueules, en pointe d'un bousset du même. |
| Blason de Mezel | Détails | Le statut officiel du blason reste à déterminer.                                                                |

| Blason de Miremont | Blason  | D'azur au château d'argent posé sur une montagne d'or, accompagné de deux demi-vols du même, au chef d'argent chargé d'un croissant de gueules accosté de deux étoiles du même. |
| Blason de Miremont | Détails | Le statut officiel du blason reste à déterminer. |

| Blason de Mirefleurs | Blason  | Coupé, au premier d'azur au château d'argent surmonté d'une fleur de lys d'or, au second, d'or au lion de gueules. |
| Blason de Mirefleurs | Détails | Le statut officiel du blason reste à déterminer.                                                                   |

| Blason de Moissat | Blason  | Écartelé, au 1, de gueules à la crosse d'or accostée de deux fleurs de lys du même, au 2, d'azur à trois fleurs de lys d'or, au chef du même, au 3, d'argent à une branche de noyer de sinople feuillée de cinq pièces du même et fruitée de deux pièces d'or, au 4, de gueules à trois heaumes d'argent. |
| Blason de Moissat | Détails | Le statut officiel du blason reste à déterminer. |

| Blason de Mons | Blason  | D'argent à la merlette de gueules posée sur un mont de trois coupeaux de sinople, accostée à dextre d'une étoile d'azur et à senestre d'une coquille du même, au chef d'azur chargé d'un écharnoir d'argent. |
| Blason de Mons | Détails | Armes parlantes. (mont) Le statut officiel du blason reste à déterminer. |

| Blason de Mont-Dore (Le) | Blason  | Écartelé : au 1er d'Auvergne, au 2d de La Tour d'Auvergne, au 3e d'argent à trois flanchis d'azur, au 4e de gueules à un mont de trois coupeaux d'or soutenu d'une corne d'abondance d'azur versant une eau d'argent. |
| Blason de Mont-Dore (Le) | Détails | Le statut officiel du blason reste à déterminer. |

| Blason de Montaigut-en-Combraille | Blason  | D'azur à la lettre majuscule M d'or couronnée du même, accompagnée de trois fleurs de lys aussi d'or. |
| Blason de Montaigut-en-Combraille | Détails | Le statut officiel du blason reste à déterminer.                                                      |

| Blason de Montaigut-le-Blanc | Blason  | De gueules au lion de vair.                      |
| Blason de Montaigut-le-Blanc | Détails | Le statut officiel du blason reste à déterminer. |

| Blason de Montcel | Blason  | De sinople à la tour d'argent accompagnée en chef de deux fleurs de lys d'or et en pointe d'un sautoir ancré d'or. |
| Blason de Montcel | Détails | Le statut officiel du blason reste à déterminer.                                                                   |

| Blason de Montel-de-Gelat | Blason  | De gueules au mont de trois coupeaux d'argent accompagné en chef à dextre d'une fleur de lys d'or et à senestre d'un dauphin du même, au chef d'azur chargé d'une coquille d'or accostée de deux rocs d'échiquier du même. |
| Blason de Montel-de-Gelat | Détails | * Il y a là non-respect de la règle de contrariété des couleurs : ces armes sont fautives (azur sur gueules). Le statut officiel du blason reste à déterminer.                                                             |

| Blason de Montfermy | Blason  | Écartelé, au 1, d'or à la crosse de sinople, au 2, d'azur à la fasce ondée d'argent, au 3, d'azur à la tour d'argent maçonnée de sable, au 4, d'or à deux palmes de sinople posées en sautoir, à la bordure engrêlée de gueules, sur le tout de gueules à l'agneau pascal d'argent. |
| Blason de Montfermy | Détails | Le statut officiel du blason reste à déterminer. |

| Blason de Montmorin | Blason  | De gueules semé de molettes d'éperon d'argent, au lion de même brochant. |
| Blason de Montmorin | Détails | Le statut officiel du blason reste à déterminer.                         |

| Blason de Montpensier | Blason  | D'azur au château d'argent posé sur un mont d'or sur lequel broche un lion de gueules, le tout accompagné en chef de deux fleurs de lys du même. |
| Blason de Montpensier | Détails | Le statut officiel du blason reste à déterminer.                                                                                                 |

| Blason de Montpeyroux | Blason  | Tiercé en pairle : au 1er de gueules à la fleur de lys d'or, au 2e d'azur à la tour d'argent, au 3e d'or à la laye (ou laie) d'azur. |
| Blason de Montpeyroux | Détails | Conflit héraldique : le dessin présente la tour ouverte et ajourée de sable. Le statut officiel du blason reste à déterminer.        |

| Blason de Moriat | Blason  | De gueules à la bêche d'argent emmanchée d'or, mantelé d'azur à deux étoiles d'argent, au chevron d'or brochant sur la partition. |
| Blason de Moriat | Détails | Le statut officiel du blason reste à déterminer.                                                                                  |

| Blason de Moutade (La) | Blason  | D'azur à la tour d'argent posée sur un mont d'or, accostée à dextre d'une crosse d'or et à senestre d'un couteau d'argent garni d'or, à l'écusson de gueules au chevron d'or accompagné en chef de deux mouchetures d'hermine d'argent et en pointe d'une palme du même, chargeant le mont. |
| Blason de Moutade (La) | Détails | Conflit héraldique : la tour est dessinée ouverte et ajourée de sable, ce que ne signale pas le blasonnement. Le statut officiel du blason reste à déterminer. |

| Blason de Mozac | Blason  | Parti d'azur à une clef d'or, et du premier à une fleur de lys du second. |
| Blason de Mozac | Détails | Il s'agissait du blason de l'abbaye de Mozac que l'on retrouve en divers endroits dans l'église et dans l'Armorial général de France (t. II) de Charles René d'Hozier (1696) malgré une légère modification dans le placement des meubles et dans l'émail. Dans les années 1960, la commune de Mozac a repris le blason pour en faire son logo officiel. Il est toujours utilisé même si de nouveaux logotypes modernes ont pu être créés par la suite. |

| Blason de Murat-le-Quaire | Blason  | D'azur semé de fleurs de lys d'or, au mur crénelé et alésé d'argent maçonné de sable, posé sur quatre rochers du même mis en fasce, brochant sur le semé. |
| Blason de Murat-le-Quaire | Détails | Le statut officiel du blason reste à déterminer. |

| Blason de Murol | Blason  | Écartelé d'azur à trois fleurs de lys d'or au chef d'or, et du même à la fasce ondée d'azur. |
| Blason de Murol | Détails | Le statut officiel du blason reste à déterminer.                                             |

Pas d'information pour les communes suivantes : Malauzat, Manglieu, Marat (Puy-de-Dôme), Marcillat, Mayres (Puy-de-Dôme), Mazaye, Medeyrolles, Meilhaud, Messeix, Le Monestier, La Monnerie-le-Montel, Moureuille
- Haut – A
- B
- C
- D
- E
- F
- G
- H
- I
- J
- K
- L
- M
- N
- O
- P
- Q
- R
- S
- T
- U
- V
- W
- X
- Y
- Z

## N
| Blason de Néronde-sur-Dore | Blason  | D'azur à la fasce ondée d'or accompagnée en chef d'une main appaumée d'argent accostée de deux étoiles d'or, et en pointe d'une colombe essorante d'argent. |
| Blason de Néronde-sur-Dore | Détails | Le statut officiel du blason reste à déterminer. |

| Blason de Neschers | Blason  | Écartelé: au 1er d'azur au cavalier à l'anguipède contourné d'or, au 2e d'or à cinq fleurs de lis d'azur posées en sautoir, au 3e d'or au dauphin d'azur, au 4e d'azur à la grappe de raisin feuillée d'or. Devise« aider et servir - servir et aider Neschers ». |
| Blason de Neschers | Détails | Le statut officiel du blason reste à déterminer. |

| Blason de Nohanent | Blason  | Parti, au premier d'or à la hure de sanglier de sable allumée et défendue d'argent, au second de sinople à la fasce ondée d'argent, à la main de justice d'or brochant en pal, au chef de gueules chargé d'un croissant d'argent accosté de deux étoiles du même. |
| Blason de Nohanent | Détails | Le statut officiel du blason reste à déterminer. |

| Blason de Nonette | Blason  | Écartelé, au 1, d'or au gonfanon de gueules frangé de sinople, au 2, d'azur à la fleur de lys d'or, au 3, d'azur à la nonette d'argent, au 4, de gueules à trois fasces d'or. |
| Blason de Nonette | Détails | Armes parlantes. Le statut officiel du blason reste à déterminer. |

| Blason de Noalhat | Blason  | Parti, au premier d'argent à la palme de gueules posée en pal, au second d'azur au dauphin d'or. |
| Blason de Noalhat | Détails | Le statut officiel du blason reste à déterminer.                                                 |

Pas d'information pour les communes suivantes : Nébouzat, Neuf-Église, Neuville (Puy-de-Dôme), Novacelles.
- Haut – A
- B
- C
- D
- E
- F
- G
- H
- I
- J
- K
- L
- M
- N
- O
- P
- Q
- R
- S
- T
- U
- V
- W
- X
- Y
- Z

## O
| Blason de Olby | Blason  | De sinople à l'écu d'argent à la croix de gueules posé en cœur, accosté de deux alérions d'or, accompagné en chef de deux clefs d'or posées en sautoir et en pointe d'une feuille de tilleul du même. |
| Blason de Olby | Détails | Le statut officiel du blason reste à déterminer. |

| Blason de Olliergues | Blason  | D'azur semé de fleurs de lys d'or à la tour d'argent maçonnée de sable brochante, au bâton de gueules brochant sur le tout, au chef de sable chargé de trois molettes aussi d'argent. |
| Blason de Olliergues | Détails | Le statut officiel du blason reste à déterminer. |

| Blason de Olloix | Blason  | Parti: au 1er de sinople à l'agneau pascal couché d'argent, tenant une croix haute d'or à laquelle est appendue une bannière d'argent chargée d'une croisette de gueules, au 2e d'or à la fasce ondée d'azur accompagnée de deux croix de Malte de gueules. |
| Blason de Olloix | Détails | Le statut officiel du blason reste à déterminer. |

| Blason de Orcet | Blason  | Écartelé : 1) d'azur à la fasce d'or, accompagnée en chef de deux étoiles du même et en pointe d'un croissant d'argent, 2) d'argent au bonnet phrygien de gueules, 3) d'argent à la serpette de gueules, 4) d'azur à la fasce ondée d'or. |
| Blason de Orcet | Détails | Le statut officiel du blason reste à déterminer. |

| Blason de Orcines | Blason  | Tiercé en pairle: au 1er d'or à la croix de gueules, au 2e d'azur au caducée d'or, au 3e d'argent à l'ours rampant de sable, langué et armé de gueules. |
| Blason de Orcines | Détails | À gauche, le caducée, attribut du dieu Mercure, fait écho au temple qui lui était dédié au sommet du Puy-de-Dôme. La croix de gueules est celle du chapitre de la cathédrale de Clermont, qui possédait le fief d'Orcines jusqu'à la Révolution. Elle est également le symbole de la religion chrétienne, qui coiffe le symbolisme des deux éléments précédents. Armes parlantes (Ours > Orcines). Officiel |

| Blason de Orcival (Puy-de-Dôme) | Blason  | D'azur à la truite d'argent posée en bande et accompagnée de cinq étoiles du même mises en orle. |
| Blason de Orcival (Puy-de-Dôme) | Détails | Le statut officiel du blason reste à déterminer.                                                 |

| Blason de Orléat | Blason  | Écartelé, au 1, d'azur à la tête d'aigle d'or, au 2, d'argent à trois fasces de sable, au 3, d'argent à la fasce de gueules chargée d'une fasce de sable, au 4, de gueules à la clochette d'or. |
| Blason de Orléat | Détails | * Il y a là non-respect de la règle de contrariété des couleurs : ces armes sont fautives (sable sur gueules). Le statut officiel du blason reste à déterminer.                                 |

Pas d'information pour les communes d'Olmet et d'Orbeil (Puy-de-Dôme).
- Haut – A
- B
- C
- D
- E
- F
- G
- H
- I
- J
- K
- L
- M
- N
- O
- P
- Q
- R
- S
- T
- U
- V
- W
- X
- Y
- Z

## P
| Blason de Pardines | Blason  | Parti, au premier de gueules à la tour d'argent accompagnée de six fleurs de lys d'or, trois à dextre et trois à senestre, au second, d'or au lion d'azur. |
| Blason de Pardines | Détails | Le statut officiel du blason reste à déterminer. |

| Blason de Paslières | Blason  | Coupé, au premier de gueules au loup courant d'argent, au second d'or à la crosse d'azur posée en pal accostée de deux marteaux du même. |
| Blason de Paslières | Détails | Le statut officiel du blason reste à déterminer.                                                                                         |

| Blason de Pérignat-lès-Sarliève | Blason  | Taillé, au premier d'azur à trois roses d'argent boutonnées de gueules posées en barre, au second d'or à la grappe de raisin de gueules feuillée de sinople posée en pointe, au cœur d'argent traversé d'une flèche du même mise en barre, brochant sur le tout. |
| Blason de Pérignat-lès-Sarliève | Détails | Le statut officiel du blason reste à déterminer. |

| Blason de Pérignat-sur-Allier | Blason  | De gueules à la muraille crénelée d'or mouvant des flancs et de la pointe, maçonnée de sable, chargée d'une ancre de gueules et surmontée d'une couronne de laurier d'or accostée de deux croissants du même. |
| Blason de Pérignat-sur-Allier | Détails | Le statut officiel du blason reste à déterminer. |

| Blason de Perpezat | Blason  | Écartelé, au 1 et 4, de gueules au chevron d'or chargé de cinq tourteaux d'azur, au 2 et 3 d'argent à la couronne de laurier de sinople. |
| Blason de Perpezat | Détails | Le statut officiel du blason reste à déterminer.                                                                                         |

| Blason de Perrier | Blason  | De sinople à la burelle ondée abaissée d'argent surmontée d'un vol de chauve-souris du même ; chapé-ployé d'or chargé à dextre d'une clé de gueules et à senestre d'une grappe de raisin de gueules tigée et feuillée de deux pièces du même. |
| Blason de Perrier | Détails | Création Jean-François Binon, adoptée le 21 juillet 2021. |

| Blason de Peslières | Blason  | Tiercé en pairle renversé : au 1er d'azur à un agneau couché d'argent tenant une croix haute d'or à la bannière d'argent chargée d'une croisette de gueules, au 2e de gueules à une gerbe de blé d'or, au 3e d'or à un dragon de sinople, lampassé de gueules. |
| Blason de Peslières | Détails | Le statut officiel du blason reste à déterminer. |

| Blason de Pessat-Villeneuve | Blason  | Tranché, au premier de gueules à l'oie essorante d'argent becquée et membrée d'or, au second de sinople au poisson d'argent posé en bande. |
| Blason de Pessat-Villeneuve | Détails | Le statut officiel du blason reste à déterminer.                                                                                           |

| Blason de Picherande | Blason  | De gueules à la tour d'or, chapé d'argent chargé à dextre d'un cristal de neige d'azur et à senestre d'une fleur de campanule du même boutonnée d'or, au chef d'azur chargé d'une tête de chien d'or. |
| Blason de Picherande | Détails | Le statut officiel du blason reste à déterminer. |

| Blason de Pionsat | Blason  | D'azur à la lettre majuscule P d'or accompagnée en chef de deux fleurs de lys du même. |
| Blason de Pionsat | Détails | Le statut officiel du blason reste à déterminer.                                       |

| Blason de Plauzat | Blason  | Écartelé, au 1, d'argent à la tour de gueules, aux 2 et 3 de gueules plain, au 4, d'argent à deux lions de gueules l'un sur l'autre, à la barre d'or chargée d'une grappe de raisin de pourpre tigée et feuillée de sinople, accompagnée de deux épis du même, le tout posé à plomb. |
| Blason de Plauzat | Détails | Le statut officiel du blason reste à déterminer. |

| Blason de Pont-du-Château | Blason  | De gueules au pont à trois arches d'or maçonné de sable, posé sur une rivière d'argent mouvant de la pointe, surmonté d'une tour d'argent crénelée de cinq pièces, ajourée, ouverte et maçonnée de sable. |
| Blason de Pont-du-Château | Détails | Le statut officiel du blason reste à déterminer. |

| Blason de Pontaumur | Blason  | D'azur à un pont de trois arches d'or flanqué de deux murs de même, posé sur une rivière d'argent et accompagné au canton dextre du chef d'une étoile d'or. |
| Blason de Pontaumur | Détails | Le statut officiel du blason reste à déterminer. |

| Blason de Pontgibaud | Blason  | D'azur à un pont à trois arches d'or accompagné en chef d'une fleur de lys d'argent. |
| Blason de Pontgibaud | Détails | Le statut officiel du blason reste à déterminer.                                     |

| Blason de Pouzol | Blason  | De gueules à la terrasse pignonnée à redents d'argent sommée d'un caillou de sable et chargée d'un puits d'azur soutenu en pointe d'une rivière d'azur et d'argent de quatre pièces, accompagnée en chef, à dextre du campanile du lieu d'argent maçonné de sable et à senestre d'un tilleul d'or. |
| Blason de Pouzol | Détails | Conflit héraldique : le campanile est dessiné ouvert et ajouré de sable. Le statut officiel du blason reste à déterminer. |

| Blason de Prompsat | Blason  | Écartelé, au 1, d'or plain, au 2, d'azur à la lettre gothique P d'or, au 3, d'azur au sapin arraché d'or, au 4, d'or à la grappe de raisin d'azur. |
| Blason de Prompsat | Détails | Le statut officiel du blason reste à déterminer.                                                                                                   |

| Blason de Puy-Guillaume | Blason  | D'azur à l'ancre de sable cordée d'or, à deux haches du même en sautoir brochantes. |
| Blason de Puy-Guillaume | Détails | Le statut officiel du blason reste à déterminer.                                    |

Pas d'information pour les communes suivantes : Palladuc, Parent (Puy-de-Dôme) , Parentignat, Peschadoires, Pignols, Les Pradeaux, Prondines, Pulvérières, Puy-Saint-Gulmier
- Haut – A
- B
- C
- D
- E
- F
- G
- H
- I
- J
- K
- L
- M
- N
- O
- P
- Q
- R
- S
- T
- U
- V
- W
- X
- Y
- Z

## Q
| Blason de Queuille | Blason  | Parti de sinople à un faucon pèlerin d'argent volant en bande, et d'un fascé-ondé d'azur et d'argent de huit pièces, au pont isolé en dos d'âne d'une seule arche du même, maçonné de sable, brochant sur le fascé ; le tout sommé d'un chef bastillé de cinq pièces et deux demies de gueules chargé d'une roue de moulin d'or accostée de deux gerbes du même. |
| Blason de Queuille | Détails | Le statut officiel du blason reste à déterminer. |

Pas d'information pour Le Quartier.

## R
| Blason de Randan | Blason  | Écartelé de gueules et d'argent, enté d'argent à la fleur à quatre pétales de gueules feuillée de sinople en pointe, sur le tout un écu ovale de sable chargé de la lettre majuscule R d'argent. |
| Blason de Randan | Détails | Le statut officiel du blason reste à déterminer. |

| Blason de Reignat | Blason  | Tranché, au premier, d'azur à une lune d'argent senestrée d'un saint Laurent du même, au second de sinople à une tête d'ail d'argent surmontée d'une grappe de raisin du même, une bande ondée d'argent brochant sur la partition, sur le tout, le clocher du lieu d'or ajouré du champ et abritant deux cloches de sable. |
| Blason de Reignat | Détails | Le statut officiel du blason reste à déterminer. |

| Blason de Riom | Blason  | D'azur à la lettre R capitale d'or surmontée de deux fleurs de lys du même. |
| Blason de Riom | Détails | Le statut officiel du blason reste à déterminer.                            |

| Blason de Ris | Blason  | Tiercé en pairle: au 1er de gueules à la colombe volant en pal d'argent, au 2e d'or à l'arbousier arraché de sinople, au 3e d'azur à la crosse contournée d'or. |
| Blason de Ris | Détails | Le statut officiel du blason reste à déterminer. |

| Blason de Roche-d'Agoux | Blason  | D'azur au lion d'or, armé, lampassé et couronné de gueules.                         |
| Blason de Roche-d'Agoux | Détails | Armes de la maison de Rochedragon. Le statut officiel du blason reste à déterminer. |

| Blason de Roche-Blanche (La) | Blason  | Coupé, au premier de gueules au sanglier d'or, au second d'azur à la tour d'argent posée sur un mont du même et accostée de deux épis d'or, à la burelle d'argent brochant sur la partition. |
| Blason de Roche-Blanche (La) | Détails | Le statut officiel du blason reste à déterminer. |

| Blason de Roche-Noire (La) | Blason  | D'or à la champagne ondée d'azur surmontée d'un arbre arraché de sinople, au chef de sable. |
| Blason de Roche-Noire (La) | Détails | Le statut officiel du blason reste à déterminer.                                            |

| Blason de Rochefort-Montagne | Blason  | Fascé d'or et de gueules, au château à trois tours d'argent posé sur un roc de sinople mouvant de la pointe, le tout brochant sur le fascé. |
| Blason de Rochefort-Montagne | Détails | Le statut officiel du blason reste à déterminer.                                                                                            |

| Blason de Romagnat | Blason  | De sable au chevron d'or accompagné en chef de deux besants d'argent et en pointe d'une tour du même ouverte du champ.          |
| Blason de Romagnat | Détails | Conflit héraldique : le dessin représente la tour ouverte et ajourée du champ. Le statut officiel du blason reste à déterminer. |

| Blason de Royat | Blason  | De gueules à la sirène à la tête contournée d'argent, marinée d'or, posée sur des ondes d'argent, tenant de la dextre une urne d'or versant de l'eau d'argent, et présentant de la senestre une coupe d'or, au chef d'azur. |
| Blason de Royat | Détails | * Il y a là non-respect de la règle de contrariété des couleurs : ces armes sont fautives (azur sur gueules). Le statut officiel du blason reste à déterminer.                                                              |

Pas d'information pour les communes suivantes : Ravel (Puy-de-Dôme), La Renaudie, Rentières, Roche-Charles-la-Mayrand
- Haut – A
- B
- C
- D
- E
- F
- G
- H
- I
- J
- K
- L
- M
- N
- O
- P
- Q
- R
- S
- T
- U
- V
- W
- X
- Y
- Z

## S
| Blason de Saint-Agoulin | Blason  | Parti: au 1er d'or à trois bandes de gueules, au 2 d'azur à l'épée haute d'argent senestrée d'une crosse du même. |
| Blason de Saint-Agoulin | Détails | Le statut officiel du blason reste à déterminer.                                                                  |

| Blason de Saint-Alyre-ès-Montagne | Blason  | Parti, au premier de gueules à la crosse d'argent, au second d'or au sapin de sinople. |
| Blason de Saint-Alyre-ès-Montagne | Détails | Le statut officiel du blason reste à déterminer.                                       |

| Blason de Saint-Amant-Tallende | Blason  | D'azur à trois tours d'or rangées en fasce.      |
| Blason de Saint-Amant-Tallende | Détails | Le statut officiel du blason reste à déterminer. |

| Blason de Saint-André-le-Coq | Blason  | D'azur au sautoir d'or cantonné, en chef d'un coq d'argent crêté et membré de gueules tenant trois épis de blé d'or, à dextre d'une fontaine du même, à senestre d'un pigeonnier sur pilotis aussi d'or et en pointe de douze étoiles d'or rangées en cercle. |
| Blason de Saint-André-le-Coq | Détails | Armes parlantes (croix de st André + Coq). Le statut officiel du blason reste à déterminer. |

| Blason de Saint-Angel | Blason  | Parti : au 1er d'or à un chêne au naturel, au 2d de gueules à une gerbe d'or ; le tout sommé d'un chef ondé d'azur chargé d'une truite, la queue levée, d'argent. |
| Blason de Saint-Angel | Détails | Le chef ondé représente la Morge, la truite l'étang et la gerbe de blé, le monde agricole. Le statut officiel du blason reste à déterminer.                       |

| Blason de Saint-Anthème | Blason  | Fascé d'or et d'azur, au chef de gueules chargé d'un soleil d'or. |
| Blason de Saint-Anthème | Détails | Le statut officiel du blason reste à déterminer.                  |

| Blason de Saint-Avit | Blason  | De sinople au lion d'or accosté de deux crosses du même, au chef échiqueté de gueules et d'or de deux tires. |
| Blason de Saint-Avit | Détails | Le statut officiel du blason reste à déterminer.                                                             |

| Blason de Saint-Beauzire | Blason  | D'azur semé de fleurs de lys d'or à la tour d'argent brochante, au chef tiercé en pal, au 1, d'azur plain, au 2, d'argent chargé des lettres majuscules S et B de sable, au 3, de gueules plain. |
| Blason de Saint-Beauzire | Détails | Le statut officiel du blason reste à déterminer. |

| Blason de Saint-Bonnet-le-Bourg | Blason  | D'azur à la crosse d'or accostée de deux sapins arrachés d'argent. |
| Blason de Saint-Bonnet-le-Bourg | Détails | Le statut officiel du blason reste à déterminer.                   |

| Blason de Saint-Bonnet-le-Chastel | Blason  | Coupé, au premier de gueules au château d'argent, au second d'argent à l'étui de crosse de gueules. |
| Blason de Saint-Bonnet-le-Chastel | Détails | Le statut officiel du blason reste à déterminer.                                                    |

| Blason de Saint-Bonnet-lès-Allier | Blason  | Tiercé en pairle, au 1, de gueules au gonfanon d'argent, au 2, d'or à l'étui de crosse de gueules, au 3, d'azur à la gerbe d'or. |
| Blason de Saint-Bonnet-lès-Allier | Détails | Le statut officiel du blason reste à déterminer.                                                                                 |

| Blason de Saint-Bonnet-près-Riom | Blason  | D'argent aux grappes de raisin de gueules, feuillée et tigées de sinople, sortant d'une amphore de gueules, chapé d'azur à une crosse d'or à dextre et à une fleur de lys du même à senestre. |
| Blason de Saint-Bonnet-près-Riom | Détails | Le statut officiel du blason reste à déterminer. |

| Blason de Saint-Clément-de-Régnat | Blason  | Parti au premier de gueules à la clef d'or posée en pal, au second d'argent à la hache de gueules posée en pal. |
| Blason de Saint-Clément-de-Régnat | Détails | Le statut officiel du blason reste à déterminer.                                                                |

| Blason de Saint-Clément-de-Valorgue | Blason  | Coupé, au premier de gueules à l'ancre d'argent accostée de deux étoiles du même, au second, d'argent à un orgue d'azur, chaussé du même. |
| Blason de Saint-Clément-de-Valorgue | Détails | Armes parlantes. (orgue) Le statut officiel du blason reste à déterminer.                                                                 |

| Blason de Saint-Dier-d'Auvergne | Blason  | D'or semé de croisettes de sable au lion de gueules brochant. |
| Blason de Saint-Dier-d'Auvergne | Détails | Le statut officiel du blason reste à déterminer.              |

| Blason de Saint-Donat | Blason  | Parti, au premier d'azur semé de fleurs de lys d'or, à la tour d'argent brochante, au second d'or à la crosse d'azur, au chef de gueules chargé de trois étoiles d'or. |
| Blason de Saint-Donat | Détails | Conflit héraldique : la tour est représentée maçonnée de sable. Le statut officiel du blason reste à déterminer.                                                       |

| Blason de Saint-Eloy-les-Mines | Blason  | De gueules à la lampe de mineur d'or, mantelé d'azur à deux fers à cheval d'or, au chevron d'argent brochant sur la partition. |
| Blason de Saint-Eloy-les-Mines | Détails | Armes parlantes. (lampe de mineur) Le statut officiel du blason reste à déterminer.                                            |

| Blason de Saint-Étienne-des-Champs | Blason  | De sinople à la bande d'or chargée, en chef, des lettres « SE » de gueules posées à plomb, en cœur, d'une palme de sinople et, en pointe, d'un gonfanon de gueules frangé de sinople posé à plomb, ladite bande accompagnée, en chef, d'un dolmen d'argent et, en pointe, d'une gerbe d'or. |
| Blason de Saint-Étienne-des-Champs | Détails | Le statut officiel du blason reste à déterminer. |

| Blason de Saint-Etienne-sur-Usson | Blason  | D'or à l'aigle de sable armée et becquée de gueules, posée sur trois rochers de sinople.                                                 |
| Blason de Saint-Etienne-sur-Usson | Détails | Conflit héraldique : l'aigle est représentée également membrée et lampassée de gueules. Le statut officiel du blason reste à déterminer. |

| Blason de Saint-Floret | Blason  | Parti, au premier d'azur au lion d'or, au second de gueules à la tour d'argent maçonnée de sable accompagnée de six fleurs de lys d'or, trois à dextre et trois à senestre. |
| Blason de Saint-Floret | Détails | Conflit héraldique : la tour est également représentée ouverte et ajourée de sable. Le statut officiel du blason reste à déterminer.                                        |

| Blason de Saint-Flour | Blason  | D'azur à trois gerbes d'or.                      |
| Blason de Saint-Flour | Détails | Le statut officiel du blason reste à déterminer. |

| Blason de Saint-Gal-sur-Sioule | Blason  | D'or à la bande ondée d'azur, à l'ours rampant de sable allumé du champ, lampassé, armé et colleté de gueules, brochant. |
| Blason de Saint-Gal-sur-Sioule | Détails | Le statut officiel du blason reste à déterminer.                                                                         |

| Blason de Saint-Genès-Champanelle | Blason  | Tranché, au premier de sinople à la tête de bélier d'argent, au second, d'argent à la branche de genêt de sinople fleurie d'or, à douze étoiles de l'un en l'autre posées en orle, à la bordure tranchée d'or et d'azur. |
| Blason de Saint-Genès-Champanelle | Détails | Le statut officiel du blason reste à déterminer. |

| Blason de Saint-Genès-Champespe | Blason  | De sinople à la tour d'argent, ouverte du champ, maçonnée et ajourée de sable, surmontée de trois abeilles d'or rangées en chef. |
| Blason de Saint-Genès-Champespe | Détails | Le statut officiel du blason reste à déterminer.                                                                                 |

| Blason de Saint-Genès-du-Retz | Blason  | Parti, au premier d'azur à trois abeilles d'or, au second d'or à la croix de sable. |
| Blason de Saint-Genès-du-Retz | Détails | Le statut officiel du blason reste à déterminer.                                    |

| Blason de Saint-Genès-la-Tourette | Blason  | D'argent au rencontre de bœuf de gueules soutenu d'une rivière d'azur, au chef de sinople chargé de quatre tours d'argent ouvertes, ajourées et maçonnées de sable. |
| Blason de Saint-Genès-la-Tourette | Détails | Le statut officiel du blason reste à déterminer. |

| Blason de Saint-Georges-de-Mons | Blason  | Parti au 1 d'argent à la croix de gueules, au 2 d'azur à la crosse d'or, au chef de gueules chargé d'un croissant d'argent accosté de deux coquilles d'or. |
| Blason de Saint-Georges-de-Mons | Détails | Le statut officiel du blason reste à déterminer. |

| Blason de Saint-Georges-sur-Allier | Blason  | De sinople à un saint Georges d'argent à la cape de gueules, terrassant un dragon d'argent aux ailes de gueules, accompagné de trois étoiles d'or. |
| Blason de Saint-Georges-sur-Allier | Détails | Le statut officiel du blason reste à déterminer.                                                                                                   |

| Blason de Saint-Germain-près-Herment | Blason  | Écartelé, au 1, de gueules au dolmen d'or, au 2, d'or à la fasce ondée d'azur, au 3, d'or au sapin d'azur, au 4, de gueules à la crosse d'or. |
| Blason de Saint-Germain-près-Herment | Détails | Le statut officiel du blason reste à déterminer.                                                                                              |

| Blason de Saint-Germain-Lembron | Blason  | Parti, au premier d'azur à trois fleurs de lys d'or, au second palé d'or et de gueules de huit pièces. |
| Blason de Saint-Germain-Lembron | Détails | Le statut officiel du blason reste à déterminer.                                                       |

| Blason de Saint-Germain-l'Herm | Blason  | D'argent à un sapin arraché de sinople accompagné de trois trèfles du même, au chef de gueules chargé de deux clefs d'or posées en sautoir. |
| Blason de Saint-Germain-l'Herm | Détails | Le statut officiel du blason reste à déterminer.                                                                                            |

| Blason de Saint-Gervais-d'Auvergne | Blason  | Gironné d'or et de gueules, diapré.              |
| Blason de Saint-Gervais-d'Auvergne | Détails | Le statut officiel du blason reste à déterminer. |

| Blason de Saint-Hilaire | Blason  | Tiercé en barre: au 1 d'azur à l'aigle essorante d'or, au 2 d'argent à une crosse de sable accolée d'un serpent contourné de gueules, posés en barre, au 3 de sinople à quatre épis de blé d'or à plomb rangés en barre, tigés et feuillés du même, le bout des tiges courbés vers dextre et réunis en pointe. |
| Blason de Saint-Hilaire | Détails | Créé par JF Binon. Blason sur l'application illiwap, 2023. |

| Blason de Saint-Ignat | Blason  | D'argent au sautoir de gueules cantonné en chef et aux flancs de trois étoiles d'azur et en pointe d'un croissant contourné du même, au chef d'azur à trois couronnes d'or. |
| Blason de Saint-Ignat | Détails | Le statut officiel du blason reste à déterminer. |

| Blason de Saint-Jacques-d'Ambur | Blason  | D'argent à la croix de saint Jacques de gueules, chapé d'azur à une coquille d'or à dextre et un trèfle du même à senestre. |
| Blason de Saint-Jacques-d'Ambur | Détails | Le statut officiel du blason reste à déterminer.                                                                            |

| Blason de Saint-Jean-d'Heurs | Blason  | De gueules au cerf d'argent, au chef d'or chargé de trois feuilles de chêne de sinople. |
| Blason de Saint-Jean-d'Heurs | Détails | Le statut officiel du blason reste à déterminer.                                        |

| Blason de Saint-Julien-de-Coppel | Blason  | D'azur à l'épée versée d'argent accostée à dextre d'une grappe de raisin d'or et à senestre de trois épis du même, au créneau de sable bordé d'argent mouvant de la pointe. |
| Blason de Saint-Julien-de-Coppel | Détails | Le statut officiel du blason reste à déterminer. |

| Blason de Saint-Julien-Puy-Lavèze | Blason  | Coupé, au premier d'azur au loup passant d'or, au second de gueules au faucon d'or, à la fasce ondée d'argent brochant sur la partition. |
| Blason de Saint-Julien-Puy-Lavèze | Détails | Le statut officiel du blason reste à déterminer.                                                                                         |

| Blason de Saint-Laure | Blason  | Parti, au premier d'or au gonfanon de gueules frangé de sinople, au second de gueules au chef de vair ; au chef d'azur chargé d'un croissant d'argent accosté de deux étoiles d'or. |
| Blason de Saint-Laure | Détails | Le statut officiel du blason reste à déterminer. |

| Blason de Saint-Maurice | Blason  | Écartelé, au 1, de gueules à la croix d'argent, au 2, d'azur à la montagne d'or, au 3, d'azur à la fasce ondée d'or, au 4, de gueules au gonfanon d'or. |
| Blason de Saint-Maurice | Détails | Le statut officiel du blason reste à déterminer. |

| Blason de Saint-Myon | Blason  | Coupé ondé mi parti en chef : au 1 de gueules à une gerbe de blé d'or, au 2 d'or à une grappe de raisin de pourpre, tigée de tenné et feuillée de sinople, au 3 d'azur à un crosseron d'or. |
| Blason de Saint-Myon | Détails | Créé par JF Binon. Adopté 05/12/2024. Site Internet de la commune. |

| Blason de Saint-Nectaire | Blason  | D'azur à cinq fusées accolées d'argent rangées en fasce. |
| Blason de Saint-Nectaire | Détails | Le statut officiel du blason reste à déterminer.         |

| Blason de Saint-Ours | Blason  | D'azur aux ailes de moulin d'or cantonnées en chef et en pointe de deux roses d'argent et aux flancs de deux étoiles du même. |
| Blason de Saint-Ours | Détails | Le statut officiel du blason reste à déterminer.                                                                              |

| Blason de Saint-Pierre-le-Chastel | Blason  | De gueules au château d'argent, au chef cousu de sinople à deux clefs d'or posées en sautoir. |
| Blason de Saint-Pierre-le-Chastel | Détails | * Ces armes emploient le terme « cousu » dans le seul but de contrevenir à la règle de contrariété des couleurs : elles sont fautives : sinople sur gueules. Conflit héraldique : le dessin représente le château ouvert, ajouré et maçonné de sable. Armes parlantes. (clés de Saint-Pierre et château) Le statut officiel du blason reste à déterminer. |

| Blason de Saint-Pierre-Roche | Blason  | D'azur au chevron d'argent accompagné en chef d'un croissant d'or accosté de deux étoiles d'argent et en pointe d'un arbre cousu* de sinople.                                                              |
| Blason de Saint-Pierre-Roche | Détails | * Ces armes emploient le terme « cousu » dans le seul but de contrevenir à la règle de contrariété des couleurs : elles sont fautives : sinople sur azur. Le statut officiel du blason reste à déterminer. |

| Blason de Saint-Priest-Bramefant | Blason  | Écartelé de sinople et d'argent, au premier à trois étoiles d'or, au deuxième à la croix pattée de gueules, au troisième à l'épée basse de gueules, au quatrième à la fasce ondée d'or accompagnée en chef d'une tête de loup du même. |
| Blason de Saint-Priest-Bramefant | Détails | Le statut officiel du blason reste à déterminer. |

| Blason de Saint-Quentin-sur-Sauxillanges | Blason  | D'argent à la fleur de lys partie d'azur et de gueules. |
| Blason de Saint-Quentin-sur-Sauxillanges | Détails | Le statut officiel du blason reste à déterminer.        |

| Blason de Saint-Quintin-sur-Sioule | Blason  | Parti d'azur et de gueules; à l'agneau pascal d'argent, la tête contournée, brochant sur le tout. |
| Blason de Saint-Quintin-sur-Sioule | Détails | Le statut officiel du blason reste à déterminer.                                                  |

| Blason de Saint-Rémy-sur-Durolle | Blason  | Tiercé en pairle, au premier d'argent à la croix ancrée de gueules, au deuxième et au troisième, d'or et d'azur à deux dagues, de l'un en l'autre. |
| Blason de Saint-Rémy-sur-Durolle | Détails | Le statut officiel du blason reste à déterminer.                                                                                                   |

| Blason de Saint-Saturnin | Blason  | D'azur à la tour d'argent accompagnée de trois fleurs de lys d'or. |
| Blason de Saint-Saturnin | Détails | Le statut officiel du blason reste à déterminer.                   |

| Blason de Saint-Sauves-d'Auvergne | Blason  | Écartelé, au 1, d'azur semé de fleurs de lys d'or à la tour d'argent maçonnée de sable brochante, au 2, de gueules au chef échiqueté d'argent et d'azur, au 3, d'or à trois chevrons de sable, au 4, d'azur à la croix d'or. |
| Blason de Saint-Sauves-d'Auvergne | Détails | Le statut officiel du blason reste à déterminer. |

| Blason de Saint-Yvoine | Blason  | De gueules au château d'argent posé sur un roc du même, soutenu d'une rivière d'azur, accompagné à dextre d'une crosse d'or et à senestre d'une dague du même, à l'écu de gueules à la fasce d'argent brochant sur la rivière. |
| Blason de Saint-Yvoine | Détails | Le statut officiel du blason reste à déterminer. |

| Blason de Sainte-Christine | Blason  | Écartelé, au 1 et 4, de sable au lion d'or armé et lampassé de gueules, au 2 et 3, d'or à trois bandes de gueules, sur le tout d'argent à la fasce fuselée de gueules. |
| Blason de Sainte-Christine | Détails | Le statut officiel du blason reste à déterminer. |

| Blason de Sauret-Besserve | Blason  | Coupé ondé: au 1 d'or à un viaduc du lieu (viaduc des Fades) de sable, au 2 d'azur à deux poissons d'argent nageant l'un au-dessus de l'autre. |
| Blason de Sauret-Besserve | Détails | Créé par JF Binon.Blason sur l'application illiwap, 2023.                                                                                      |

| Blason de Saurier | Blason  | D'azur à la chapelle d'argent posée sur un pont à une arche du même maçonné de sable, soutenu d'une rivière aussi d'argent et accompagnée en chef, à dextre d'une roue d'or et à senestre d'un dauphin du même. |
| Blason de Saurier | Détails | Le statut officiel du blason reste à déterminer. |

| Blason de Sauvagnat-Sainte-Marthe | Blason  | D'azur à la fasce ondée d'argent, accompagnée, en chef d'une couronne de laurier d'or accostée à dextre d'un étui de crosse du même et à senestre d'une serpette aussi d'or, en pointe de deux tours d'or jointes par un entre-mur crénelé du même. |
| Blason de Sauvagnat-Sainte-Marthe | Détails | Le statut officiel du blason reste à déterminer. |

| Blason de Sauvessanges | Blason  | Coupé: au 1er de gueules au lion issant d'or, au 2e parti au I d'azur à la couronne de laurier d'argent, au II d'argent à l'ancre d'azur. |
| Blason de Sauvessanges | Détails | Le statut officiel du blason reste à déterminer.                                                                                          |

| Blason de La Sauvetat | Blason  | De gueules au quadrilobe d'azur bordé d'or, chargé en cœur d'un écusson de gueules à la croix d'argent. |
| Blason de La Sauvetat | Détails | Le statut officiel du blason reste à déterminer.                                                        |

| Blason de Sauxillanges | Blason  | D'azur à trois tours d'or.                       |
| Blason de Sauxillanges | Détails | Le statut officiel du blason reste à déterminer. |

| Blason de Sayat | Blason  | Tranché, au premier de gueules à la tête de chien d'argent colletée d'or et tenant dans sa gueule un pain du même, au deuxième d'azur à la serpette d'argent emmanchée d'or, à la bande ondée brochant sur la partition, à la crosse d'or brochant en pal sur le tout, au chef d'or chargé d'une fleur de lys d'azur accostée de deux mouchetures d'hermine de sable. |
| Blason de Sayat | Détails | Le statut officiel du blason reste à déterminer. |

| Blason de Servant | Blason  | Parti, au premier, d'azur à la feuille de chanvre de cinq pièces d'argent, au second, de gueules à l'amphore d'argent, au loup passant d'or brochant en chef. |
| Blason de Servant | Détails | Le statut officiel du blason reste à déterminer. |

| Blason de Solignat | Blason  | Écartelé, au 1 et 4, d'or à la fleur de lys d'azur, au 2 et 3, de gueules à la colombe fondante d'argent, sur le tout d'azur au dauphin d'or. |
| Blason de Solignat | Détails | Le statut officiel du blason reste à déterminer.                                                                                              |

| Blason de Sugères | Blason  | De gueules au lion d'or, mantelé d'azur à la tête de loup d'or accostée de deux couronnes de laurier d'argent, au chevron d'argent brochant sur la partition. |
| Blason de Sugères | Détails | Le statut officiel du blason reste à déterminer. |

| Blason de Surat | Blason  | De gueules à deux crosses d'or posées en sautoir surmontées d'une coquille du même, mantelé d'azur à deux croissants d'or, au chevron d'argent brochant sur la partition. |
| Blason de Surat | Détails | Le statut officiel du blason reste à déterminer. |

Pas d'information pour les communes suivantes : Saillant (Puy-de-Dôme), Saint-Alyre-d'Arlanc, Saint-Amant-Roche-Savine, Saint-André-le-Coq, Saint-Babel, Saint-Bonnet-près-Orcival, Saint-Cirgues-sur-Couze, Saint-Denis-Combarnazat, Saint-Diéry, Saint-Éloy-la-Glacière, Saint-Éloy-les-Mines, Saint-Étienne-sur-Usson, Saint-Ferréol-des-Côtes, Saint-Gervais-sous-Meymont, Saint-Gervazy, Saint-Hérent, Saint-Hilaire-la-Croix, Saint-Hilaire-les-Monges, Saint-Jean-des-Ollières, Saint-Jean-en-Val, Saint-Jean-Saint-Gervais, Saint-Julien-la-Geneste, Saint-Just (Puy-de-Dôme), Saint-Maigner, Saint-Martin-d'Ollières, Saint-Martin-des-Olmes, Saint-Martin-des-Plains, Saint-Maurice-près-Pionsat,  Saint-Pardoux (Puy-de-Dôme), Saint-Pierre-Colamine, Saint-Pierre-la-Bourlhonne, Saint-Priest-des-Champs, Saint-Rémy-de-Blot, Saint-Rémy-de-Chargnat, Saint-Romain (Puy-de-Dôme) , Saint-Sandoux, Saint-Sauveur-la-Sagne, Saint-Sulpice (Puy-de-Dôme), Saint-Sylvestre-Pragoulin, Saint-Victor-la-Rivière, Saint-Victor-Montvianeix, Saint-Vincent (Puy-de-Dôme), Sainte-Agathe (Puy-de-Dôme) , Sainte-Catherine (Puy-de-Dôme), Sallèdes, Sardon, Saulzet-le-Froid, Sauvagnat, Sauviat, Savennes (Puy-de-Dôme), Sermentizon, Seychalles, Singles (Puy-de-Dôme)
- Haut – A
- B
- C
- D
- E
- F
- G
- H
- I
- J
- K
- L
- M
- N
- O
- P
- Q
- R
- S
- T
- U
- V
- W
- X
- Y
- Z

## T
| Blason de Tallende | Blason  | Parti, au premier d'argent à la croix de gueules, au second, d'azur au lion d'or. |
| Blason de Tallende | Détails | Le statut officiel du blason reste à déterminer.                                  |

| Blason de Tauves | Blason  | D'or au tau de sable, chaussé de gueules.        |
| Blason de Tauves | Détails | Le statut officiel du blason reste à déterminer. |

| Blason de Ternant-les-Eaux | Blason  | D'or à un château donjonné de trois pièces de gueules, celle du milieu plus élevée, le tout maçonné, ajouré et ouvert de sable, sommé entre les tours de deux drapeaux adossés d'azur. |
| Blason de Ternant-les-Eaux | Détails | Adopté le 2 décembre 2021. |

| Blason de Thiers | Blason  | De gueules à un navire d'argent sur une mer du même. |
| Blason de Thiers | Détails | Le statut officiel du blason reste à déterminer.     |

| Blason de Thuret | Blason  | Écartelé, au 1 et 4, de gueules à la tour d'argent ouverte et ajourée de sable, au 2 et 3, d'azur à la gerbe d'or, une crosse d'or en pal brochant sur la partition, sur le tout, d'azur à la fasce d'or chargée des lettres S et A de sable et accompagnée de trois fleurs de lys d'or. |
| Blason de Thuret | Détails | Le statut officiel du blason reste à déterminer. |

| Blason de Tours-sur-Meymont | Blason  | Parti, au premier fascé d'or et de gueules, au second d'argent à la croix de gueules, au chef de sable chargé d'une molette d'éperon d'or accostée de deux étoiles du même. |
| Blason de Tours-sur-Meymont | Détails | Le statut officiel du blason reste à déterminer. |

| Blason de Tralaigues | Blason  | Parti : au 1er d'azur à une lettre capitale T d'or, au 2d d'argent à la fasce ondée d'azur ; le tout sommé d'un chef d'or chargé d'une croix de Malte de gueules accostée de deux roues de moulin du même. |
| Blason de Tralaigues | Détails | Le statut officiel du blason reste à déterminer. |

| Blason de Trémouille-Saint-Loup | Blason  | D'azur à la croix ancrée d'or, chapé du même chargé en chef d'une tête de loup de gueules accompagnée de deux feuilles de tremble de sinople. |
| Blason de Trémouille-Saint-Loup | Détails | Armes parlantes. Le statut officiel du blason reste à déterminer.                                                                             |

Pas d'information pour les communes suivantes : Teilhède, Teilhet (Puy-de-Dôme), Thiolières, Tortebesse, Tourzel-Ronzières, Trézioux.
- Haut – A
- B
- C
- D
- E
- F
- G
- H
- I
- J
- K
- L
- M
- N
- O
- P
- Q
- R
- S
- T
- U
- V
- W
- X
- Y
- Z

## U
| Blason de Usson | Blason  | D'azur à la porte d'or accompagnée de deux étoiles du même en chef. |
| Blason de Usson | Détails | Le statut officiel du blason reste à déterminer.                    |

- Haut – A
- B
- C
- D
- E
- F
- G
- H
- I
- J
- K
- L
- M
- N
- O
- P
- Q
- R
- S
- T
- U
- V
- W
- X
- Y
- Z

## V
| Blason de Valbeleix | Blason  | Coupé, au premier d'azur à deux clefs d'or posées en sautoir, au second de gueules à une fleur de lys d'or, à cinq fusées d'argent accolées en fasce brochant sur la partition. |
| Blason de Valbeleix | Détails | Le statut officiel du blason reste à déterminer. |

| Blason de Vassel | Blason  | D'azur à la gerbe d'or, à la bordure vairée d'argent et de gueules.                                                                                           |
| Blason de Vassel | Détails | Différences entre dessin et blasonnement : vair et non menu vair ; la gerbe est représentée liée de gueules. Le statut officiel du blason reste à déterminer. |

| Blason de Vensat | Blason  | Écartelé, au 1, d'or au lion de sable, au 2, de gueules à la main index levé d'or, au 3, d'azur à la main dextre appaumée d'argent, au 4, d'or à l'arbousier de sinople. |
| Blason de Vensat | Détails | Le statut officiel du blason reste à déterminer. |

| Blason de Vernet-la-Varenne | Blason  | De sinople à trois tours d'or accompagnées en cœur d'une coquille d'argent. |
| Blason de Vernet-la-Varenne | Détails | Le statut officiel du blason reste à déterminer.                            |

| Blason de Vernines | Blason  | Parti de sinople et d'argent à la croix ancrée de l'un en l'autre ; au chef d'or chargé d'une trangle ondée d'azur. |
| Blason de Vernines | Détails | Le statut officiel du blason reste à déterminer.                                                                    |

| Blason de Vertaizon | Blason  | D'azur à la croix latine alésée cousue de gueules, surmontée d'une étoile d'argent, et cantonnée, au 1 d'une lettre M d'or, au 2, d'une lettre C du même, au 3, de trois étoiles d'argent, au 4, de trois croissants du même. |
| Blason de Vertaizon | Détails | * Ces armes emploient le terme « cousu » dans le seul but de contrevenir à la règle de contrariété des couleurs : elles sont fautives : gueules sur azur. Le statut officiel du blason reste à déterminer.                    |

| Blason de Vertolaye | Blason  | De gueules à quatre fleurs de lys d'argent rehaussées en fasce. |
| Blason de Vertolaye | Détails | Le statut officiel du blason reste à déterminer.                |

| Blason de Veyre-Monton | Blason  | Parti, au premier d'azur à la truite d'argent posée en pal, au second d'azur à la grappe de raisin d'argent, au chef de vair à trois beffrois. |
| Blason de Veyre-Monton | Détails | Le statut officiel du blason reste à déterminer.                                                                                               |

| Blason de Vic-le-Comte | Blason  | D'or à trois macles de gueules, au chef du même. |
| Blason de Vic-le-Comte | Détails | Le statut officiel du blason reste à déterminer. |

| Blason de Vichel | Blason  | De gueules au château d'argent posé sur un mont d'or, accompagné en chef de deux étoiles d'or, à l'écu d'azur au chevron d'or accompagné de trois roses d'argent brochant sur le mont. |
| Blason de Vichel | Détails | Le statut officiel du blason reste à déterminer. |

| Blason de Villeneuve-Lembron | Blason  | Tiercé en pairle, au 1, de gueules à la main dextre appaumée d'argent posée en fasce, au 2, d'or à la bande fuselée de sable, au 3, d'azur à trois fleurs de lys d'or. |
| Blason de Villeneuve-Lembron | Détails | Le statut officiel du blason reste à déterminer. |

| Blason de Villeneuve-les-Cerfs | Blason  | Parti, au premier de sinople au rencontre de cerf d'or, au second, d'argent à l'amphore de gueules. |
| Blason de Villeneuve-les-Cerfs | Détails | Armes parlantes. (cerf) Le statut officiel du blason reste à déterminer.                            |

| Blason de Villosanges | Blason  | De gueules au dextrochère d'or vêtu d'une manipule du même, tenant un serpent d'argent bâillonné de sable et sortant d'une nuée d'argent mouvant du flanc dextre de l'écu, au chef cousu d'azur chargé d'une échelle d'argent accostée de deux étoiles du même. |
| Blason de Villosanges | Détails | * Ces armes emploient le terme « cousu » dans le seul but de contrevenir à la règle de contrariété des couleurs : elles sont fautives : azur sur gueules. Le statut officiel du blason reste à déterminer.                                                      |

| Blason de Vinzelles | Blason  | D'azur à deux bandes ondées d'argent chargées chacune d'un saumon d'azur et accompagnées en chef d'une gerbe d'or et en pointe d'une grappe de raisin feuillée du même. |
| Blason de Vinzelles | Détails | Le statut officiel du blason reste à déterminer. |

| Blason de Virlet | Blason  | D’azur à la croix d’argent chargée en cœur de deux branches de chanvre de sinople mises en chevron renversé et cantonnée en 1, d’un lion d’or, en 2, d’une roue d’argent, en 3, de deux fasces ondées du même, en 4, d’une crosse d’or et une bêche d’argent emmanchée d’or posées en sautoir, surmontées d’une couronne du même. |
| Blason de Virlet | Détails | Le statut officiel du blason reste à déterminer. |

| Blason à dessiner | Blason  | De sinople chargé à dextre du clocher du lieu de sable ouvert et ajouré du champ et à senestre de trois sapins de sable, rangés en fasce, celui du milieu plus grand et brochant sur les deux autres; à la rivière d'azur mouvant de la pointe, à la roue à aubes de sable brochante, posée en perspective et surmontée d'un couteau emmanché du même, la lame de sinople au trait de sable, posé en bande et brochant en partie sur la rivière; au chef triangulaire d'or plain. |
| Blason à dessiner | Détails | * Il y a là non-respect de la règle de contrariété des couleurs : ces armes sont fautives. Le statut officiel du blason reste à déterminer. |

| Blason de Vitrac | Blason  | De gueules à l'étui de crosse d'or, mantelé d'azur à une couronne de laurier d'or accostée de deux feuilles de tilleul du même, au chevron d'argent brochant sur la partition. |
| Blason de Vitrac | Détails | Le statut officiel du blason reste à déterminer. |

| Blason de Viverols | Blason  | D'azur à la fasce vivrée d'argent accompagnée de deux truites d'or, une en chef et une en pointe. |
| Blason de Viverols | Détails | Armes parlantes. (fasce vivrée) Le statut officiel du blason reste à déterminer.                  |

| Blason de Vodable | Blason  | D'azur au mont d'or chargé d'un dauphin pâmé d'azur, sommé d'une tour d'or maçonnée de sable, accompagnée en chef à dextre d'un mouton d'argent soutenu d'une gerbe d'or et à senestre d'une crosse d'or mise en pal. |
| Blason de Vodable | Détails | Le statut officiel du blason reste à déterminer. |

| Blason de Vollore-Montagne | Blason  | D'argent au pont à une arche du même sur une rivière aussi d'argent, surmonté d'un lion de sable accosté de deux sapins du même, au chef de gueules. |
| Blason de Vollore-Montagne | Détails | Le statut officiel du blason reste à déterminer. |

| Blason de Vollore-Ville | Blason  | De sinople à la croix latine perronnée d'or, chapé d'or à deux couronnes de laurier de sinople. |
| Blason de Vollore-Ville | Détails | Le statut officiel du blason reste à déterminer.                                                |

| Blason de Volvic | Blason  | D'azur aux attributs de bâtisseurs d'or, un rapporteur d'angle posé en fasce, une massette renversée brochant en pointe sur l'append d'un fil à plomb, un compas posé en chevron entravaillé avec une équerre posé en chevron renversé et brochant sur le bras dextre du compas, à six épis de blé issant en rayonnant du rapporteur d'angle, au chef alésé d'argent chargé du mot VOLOVICUM de sable. |
| Blason de Volvic | Détails | Le statut officiel du blason reste à déterminer. |

Pas d'information pour Voingt.
- Haut – A
- B
- C
- D
- E
- F
- G
- H
- I
- J
- K
- L
- M
- N
- O
- P
- Q
- R
- S
- T
- U
- V
- W
- X
- Y
- Z

## Y
| Blason de Youx | Blason  | Écartelé, au 1, d'azur au foudre d'or, au 2, d'argent à la croix du temple de gueules, au 3, d'argent à la chaîne brisée de gueules posée en bande, au 4, d'azur à la fleur de lys d'or. |
| Blason de Youx | Détails | Le statut officiel du blason reste à déterminer. |

Pas d'information pour Yronde-et-Buron et Yssac-la-Tourette.
- Haut – A
- B
- C
- D
- E
- F
- G
- H
- I
- J
- K
- L
- M
- N
- O
- P
- Q
- R
- S
- T
- U
- V
- W
- X
- Y
- Z